# Gaia (Raumsonde)
Gaia war ein Weltraumteleskop der Europäischen Weltraumorganisation (ESA), das den gesamten Himmel hochgenau dreidimensional optisch durchmusterte. Es war spezialisiert auf Objekte der Magnituden 3 bis 21, weshalb die hellsten Sterne am Nachthimmel wie Sirius oder Alpha Centauri nicht erfasst wurden. Rund ein Prozent der Sterne der Milchstraße wurden astrometrisch, photometrisch und spektroskopisch mit bis dahin unerreichter Genauigkeit erfasst. Neben der genauen dreidimensionalen Position wurde durch wiederholte Beobachtung auch die Bewegungsrichtung der Objekte bestimmt. Bei Objekten mit einer Magnitude von 16 oder heller wurde zusätzlich das Spektrum analysiert, woraus sich Radialgeschwindigkeit, Spektralklasse, Temperatur, tatsächliche Leuchtkraft und weitere Daten ermitteln ließen.
Die Gaia-Mission war der wissenschaftliche Nachfolger der Hipparcos-Mission der ESA (1989–1993) und sollte letztlich bis zu 200-mal genauer die Positionen bestimmen, 10.000-mal mehr Objekte untersuchen und 100.000-mal mehr Daten produzieren als die Vorgängermission. Die Raumsonde befand sich hierfür auf einem Lissajous-Orbit um den Sonne-Erde-Lagrange-Punkt L2.
Der Name Gaia war ursprünglich ein Akronym für „Globales Astrometrisches Interferometer für die Astrophysik“. Er bezog sich auf die ursprünglich für dieses Teleskop geplante Technik der optischen Interferometrie. Der Name wurde beibehalten trotz des im Laufe der Planungen geänderten Messprinzips, jedoch wurde die Schreibweise von GAIA in Gaia geändert. Der Name war auch eine Anlehnung an die Erdmuttergöttin Gaia der griechischen Mythologie.
Die ESA bestätigte Gaia im Jahr 2000 als priorisierte Mission und gab 2006 den Bau der Raumsonde in Auftrag. Sonde und Nutzlast wurden von europäischen Unternehmen gebaut. Der Start war am 19. Dezember 2013. Die Primärmission dauerte bis zum 25. Juli 2019, anschließend wurde die Mission mehrfach verlängert bis zum 15. Januar 2025. Am 27. März 2025 wurde das Teleskop außer Betrieb genommen.
Seit Missionsbeginn wurden vier Kataloge veröffentlicht: Gaia DR1 mit 1,1 Milliarden Objekten, Gaia DR2 mit 1,7 Milliarden Objekten, Gaia EDR3 und Gaia DR3 mit 1,8 Milliarden Objekten. Weitere erweiterte und verbesserte Kataloge sind angekündigt. Alle veröffentlichten Daten sind in einer Datenbank über das Internet für die Allgemeinheit zugänglich.
Initiiert wurde Gaia von Lennart Lindegren und Michael Perryman, die zusammen 2022 den Shaw-Preis erhielten und schon wesentlich an dem Vorgänger Hipparcos beteiligt waren.

## Wissenschaftliche Ziele
Die hochpräzise Vermessung von Himmelsobjekten erfordert eine ungestörte Beobachtung. Beobachtungen von der Erde aus unterliegen vielen Störquellen, beispielsweise Erschütterungen des Teleskops durch Mikrobeben oder Verzerrungen durch die Brechung des Lichts an den Luftschichten, Turbulenzen der Erdatmosphäre, Veränderungen der Messwerte durch Temperaturschwankungen, Luftdruckänderungen, Luftfeuchtigkeit, Beobachtungswinkel, Dunst, Wolken etc. Nur vom Weltall aus sind Beobachtungen mit der gewünschten Präzision möglich.
Die Positions- und Parallaxengenauigkeit wird nach den Modellen für helle Sterne (G-Band-Magnitude < 15) besser als 25 µas (Mikrobogensekunden) sein und bei den schwächsten Sternen (bei G = 20) je nach Spektralklasse auf rund 300 µas abfallen. Letzterer Wert ist immer noch besser als die bisher genauesten Messungen an sehr hellen Sternen (500 bis 2000 µas, durchgeführt im Rahmen der Hipparcos-Mission). Nach Abschätzungen im Vorfeld der Mission sollte Gaia in den folgenden Größenordnungen Objekte finden und mit Daten beschreiben:
- Mehr als 1 Milliarde Objekte bis zu einer Magnitude von 20 werden im Mikrobogensekundenbereich vermessen und ihre Magnitude und Farben bestimmt.
- Für die hellsten 100 bis 200 Millionen Sterne bis zu einer Magnitude von 16 soll Gaia zusätzlich gut aufgelöste Spektren liefern, aus denen Radialgeschwindigkeit, Temperatur, Oberflächengravitation und chemische Zusammensetzung bestimmt werden können.[8]
- Bis zu einer Million Asteroiden und Kometen innerhalb des Sonnensystems.[9]
- 10.000–50.000 Exoplaneten außerhalb des Sonnensystems.[10]
- 50.000 Braune Zwerge.[11]
- Mehrere hunderttausend Weiße Zwerge.
- Über 20.000 Supernovae.[12]
- Hunderttausende aktive Galaxien und 500.000 Quasare.[13]

### Milchstraße

Prinzip der Sternparallaxe: Durch die jährliche Bewegung der Erde um die Sonne verschiebt sich ein naher Stern vor dem entfernten Hintergrund im Halbjahresrhythmus (hier stark übertrieben)

Die Gaia-Mission untersucht den Ursprung und die Entwicklung der Milchstraße. Dazu bestimmt Gaia mit bis dahin unerreichter Genauigkeit die Positionen, Entfernungen (Parallaxen) und Bewegungen (Eigenbewegungen, Radialgeschwindigkeiten) von mehr als einer Milliarde der über 100 Milliarden Sterne der Milchstraße. Jeder Stern wurde während der nominalen Missionsdauer etwa 70-mal erfasst. Dies waren durchschnittlich 40 Millionen Sternbeobachtungen pro Tag. Aus den Bewegungen der Sterne und deren Abschattung durch Staub- und Gaswolken gewinnt man neue Erkenntnisse über die Verteilung von stellarer Materie, von interstellarer Materie und Dunkler Materie.
Parallaxen können mit Gaia bis ungefähr zur 20. Größenklasse bestimmt werden. Für Sterne bis zur 15. Größenklasse können Entfernungen in der Nähe des Zentrums der Milchstraße (8 kpc) noch auf etwa 20 Prozent genau bestimmt werden.

### Sternentwicklung
Neben Informationen über die Struktur und Entwicklung der Milchstraße ergeben sich von diesen Daten neue Erkenntnisse über den inneren Aufbau, die Entstehung und Entwicklung von Sternen. Durch Ermittlung genauerer Positionsdaten und Entfernungen kann die absolute Leuchtkraft der einzelnen Sterne deutlich genauer als bisher bestimmt werden. Die von Gaia gesammelten Messdaten liefern Informationen darüber, wo, wann und wie die Sterne entstanden sind und wie sie ihre Umgebung mit Materie anreichern, wenn sie sterben. Durch Ermittlung von Spektren und Bewegungsrichtungen wurden  Gruppen von Sternen gefunden, die ein ähnliches Alter, ähnliche Zusammensetzung und einen gemeinsamen Ursprung haben.

### Veränderliche Sterne
Die wiederholten Messungen ergeben eine computergestützte Erfassung von veränderlichen Sternen wie Cepheiden und RR-Lyrae-Sternen mit zusätzlichen Daten und Spektren. Außerdem werden unerwartete photometrische Veränderungen wie z. B. durch Okkultationen, Gravitationslinsen oder durch Supernovae erfasst und zeitnah veröffentlicht.

### Doppelsterne und Mehrfachsterne
Die Mission soll zahlreiche Doppel- und Mehrfachsterne auflösen und deren Verständnis verbessern. Die Schwingungen von nicht aufgelösten Doppelsternen, die die Parallaxenmessungen und Bewegungsmessungen überlagern, können dazu genutzt werden, solche Systeme aufzuklären. Periodische photometrische Veränderungen werden erfasst und analysiert.

### Exoplaneten
Die Beobachtungen erlauben die Erfassung von Exoplaneten mit der astrometrischen Methode. Exoplaneten mit Massen ähnlich wie Jupiter und mehrjährigen Umlaufzeiten werden anhand der Bewegungen des Sterns um das gemeinsame Baryzentrum erkannt, einschließlich Bestimmung der Massen. Der Übergangsbereich zwischen großen Exoplaneten und Braunen Zwergen wird genauer bestimmt.

### Sonnensystemobjekte
Gaia erfasst alle Objekte am Himmel, außer solche mit einer sehr hohen scheinbaren Geschwindigkeit von mehr als 15 mas/s. Bewegungen werden vor allem in Scanrichtung erfasst. Starke Bewegungen quer zur Scanrichtung bewirken, dass das Objekt während des Belichtungszeitraums aus dem Scanfenster herauswandert und als fehlerhafte Messung verworfen wird. Da Gaia aber im Verlauf der Mission in unterschiedlichen Richtungen scannt, gibt es die Möglichkeit, dasselbe Objekt in einem günstigeren Winkel zu erfassen. Die vergleichsweise starke Bewegung von Objekten des Sonnensystems (Solar System Objects, SSO) bewirkt, dass sie auf dem Sensor nicht punktförmig, sondern langgezogen erscheinen.

#### Hauptgürtelasteroiden
Die Planeten des Sonnensystems sind zu groß und meistens zu hell, um von Gaia erfasst zu werden. Asteroiden und Kometen sind gut für die Erfassung geeignet, und Gaia wird für viele dieser Objekte sehr präzise Bahndaten ermitteln. Gaia wird auch neue Objekte finden, die sich weit von der Ebene der Ekliptik oder innerhalb der Erdbahn befinden. Das Gaia-Projekt gibt Meldungen („Science Alerts“) aus, damit die gefundenen Objekte durch erdbasierte Beobachtungen weiterverfolgt werden können und genügend Beobachtungen gemacht werden, damit die Bahndaten präzise genug berechnet werden können und die Objekte nicht wieder verloren gehen. Für Objekte, die sich während der Beobachtungsphase gegenseitig nähern, führt Gaia Massenberechnungen durch. Es wird erwartet, dass die meisten gefundenen Objekte Hauptgürtelasteroiden sind.

#### Erdnahe Objekte
Insgesamt wird die Vermessung von mehreren tausend erdnahen Objekten (Near-Earth Objects, NEOs) erwartet, sowohl Asteroiden als auch Kometen. Da Gaia Objekte von einer anderen Perspektive als von der Erde aus erfasst, können auch manche Objekte vermessen werden, die von der Erde aus kaum beobachtbar sind, weil sie von der Sonne überstrahlt werden. Gaia soll so auch Objekte innerhalb der Erdumlaufbahn finden. Die Vermessung von Bahnstörungen wird die Berechnung der Masse von ungefähr 150 Asteroiden ermöglichen.

#### Kuipergürtelobjekte
Die meisten Objekte des Kuipergürtels sind zu lichtschwach für eine Erfassung, aber die größten Objekte werden gefunden. 2009 waren etwa 800 Objekte im Kuipergürtel bekannt. Transneptunische Objekte und Zentauren sind im Allgemeinen sehr lichtschwach, sodass nur ungefähr 65 davon bekanntermaßen heller als 20 mag und 138 heller als 21 mag sind. Gaia kann entsprechend nur wenige neue dieser Objekte finden, aber auch solche in Richtung der Milchstraße, die schwer zu entdecken sind, oder die eine große Bahnneigung haben und sich fern von der Ekliptik befinden. Gaia erkennt unter diesen auch binäre Objekte.

### Lokale Gruppe

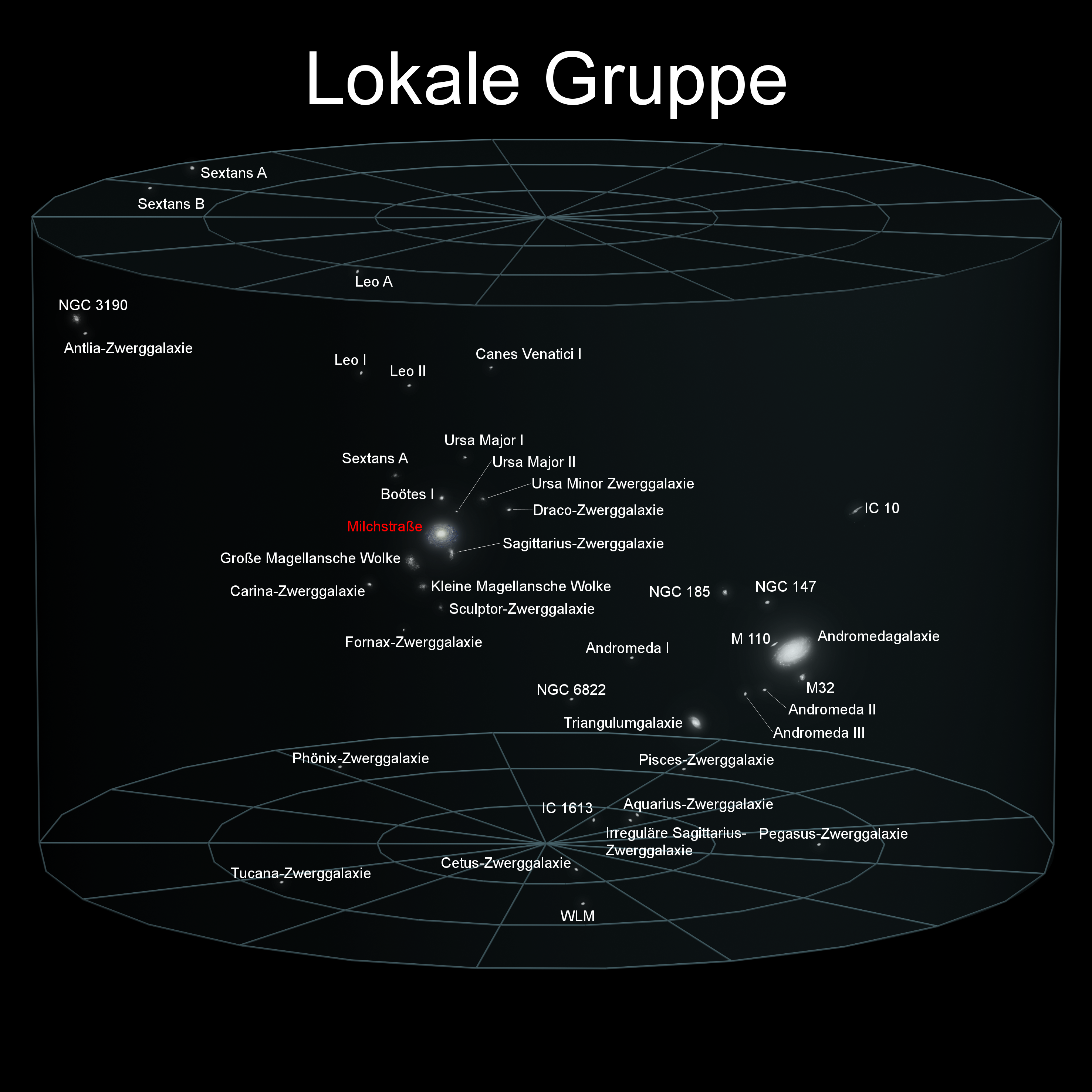
Die Lokale Gruppe – die Milchstraße und die Andromedagalaxie sind darin die größten Galaxien

Gaias Auflösungsvermögen genügt, um die hellsten Sterne der Lokalen Gruppe zu erfassen. Eine Reihe von Nachbargalaxien der Milchstraße wie die Andromedagalaxie und die Magellanschen Wolken können auf diese Weise untersucht werden. Für entfernte Zwerggalaxien werden es nur wenige der allerhellsten Sterne sein, für die benachbarten Galaxien tausende bis Millionen von Sternen. Kugelsternhaufen und Zwerggalaxien wie Fornax, Sculptor und Sextans werden mit tausenden von Sternen erfasst. Die Interaktion von Galaxien wird erforscht, insbesondere lässt sich erkennen, wie die Milchstraße mit den Magellanschen Wolken wechselwirkt. Sogar Sternbewegungen innerhalb von Zwerggalaxien lassen sich erfassen. Alle diese Beobachtungen sind dazu geeignet, den Einfluss von Dunkler Materie auf die Sternbewegungen festzustellen.

### Nicht aufgelöste Galaxien und Quasare
Gaia soll Millionen entfernter Galaxien erfassen und von ihnen photometrische Daten gewinnen. Die gefundenen Quasare sollen als Orientierungspunkte für optische und radioastronomische Bezugssysteme dienen. Nicht aufgelöst bedeutet, dass diese Objekte aus der Sicht Gaias punktförmige Lichtquellen sind.

### Astrophysik und Grundlagenforschung
Eine mögliche zeitliche Änderung der Gravitationskonstante G (genauer: {\displaystyle \textstyle {\frac {dG/dt}{G}}}) soll mit einer Genauigkeit von besser als 10−13/Jahr erfasst werden. Die relativistische Lichtablenkung durch die Schwerkraft der Sonne soll mit einer relativen Genauigkeit von rund einem Millionstel gemessen und die Lichtablenkung durch die Schwerkraft der Planeten erstmals direkt nachgewiesen werden.
Gaia könnte auch Informationen über die Verteilung Dunkler Materie in der Galaxie liefern, zum Beispiel gibt es Vermutungen, dass es eine Konzentration in der galaktischen Ebene geben könnte.

## Kosten
Die Kosten für die Primärmission von den vorläufigen Studien über Start, Bodenkontrolle und Nutzlast bis zum nominalen Ende der Mission im Juli 2019 wurden mit 740 Millionen Euro veranschlagt. Die Sonde selbst kostete 450 Millionen Euro. Nicht enthalten sind Kosten von rund 250 Millionen Euro für das DPAC-Konsortium, das die wissenschaftliche Datenreduktion betreibt. Diese Kosten wurden von den beteiligten Ländern und Instituten aufgebracht, nicht von der ESA. Mitglieder des DPAC kommen aus 20 europäischen Ländern: Belgien, Dänemark, Deutschland, Estland, Finnland, Frankreich, Griechenland, Irland, Italien, Niederlande, Österreich, Polen, Portugal, Slowenien, Spanien, Schweiz, Schweden, Tschechien, Ungarn, Vereinigtes Königreich, außerdem aus Algerien, Brasilien, Israel und den Vereinigten Staaten. Die ESA leistet aber einen bedeutenden Beitrag für DPAC mit der Bereitstellung des zentralen Daten- und Rechenzentrums ESAC in Villafranca del Castillo bei Madrid.

## Industriebeteiligung
Im Februar 2006 beauftragte die ESA die Firma EADS Astrium, heute Teil von Airbus Defence and Space (Airbus DS), mit dem Bau von Gaia. Am 11. Mai 2006 wurde der Bauvertrag für Gaia zwischen der ESA und Astrium unterzeichnet.
Für Entwicklung und Bau der Sonde und der Nutzlast wurde Astrium als Generalunternehmen gewählt. Die Nutzlast wurde unter der Verantwortung von Airbus DS in Toulouse gebaut, das mechanische Servicemodul von Airbus DS in Friedrichshafen und das elektrische Servicemodul von Airbus DS in Stevenage. Es gab ungefähr 80 Verträge mit 50 Unternehmen aus 15 europäischen Staaten; drei wurden mit Unternehmen in den USA abgeschlossen. Ungefähr 2500 bis 3000 Menschen waren an dem Projekt beteiligt.

## Raumfahrzeug

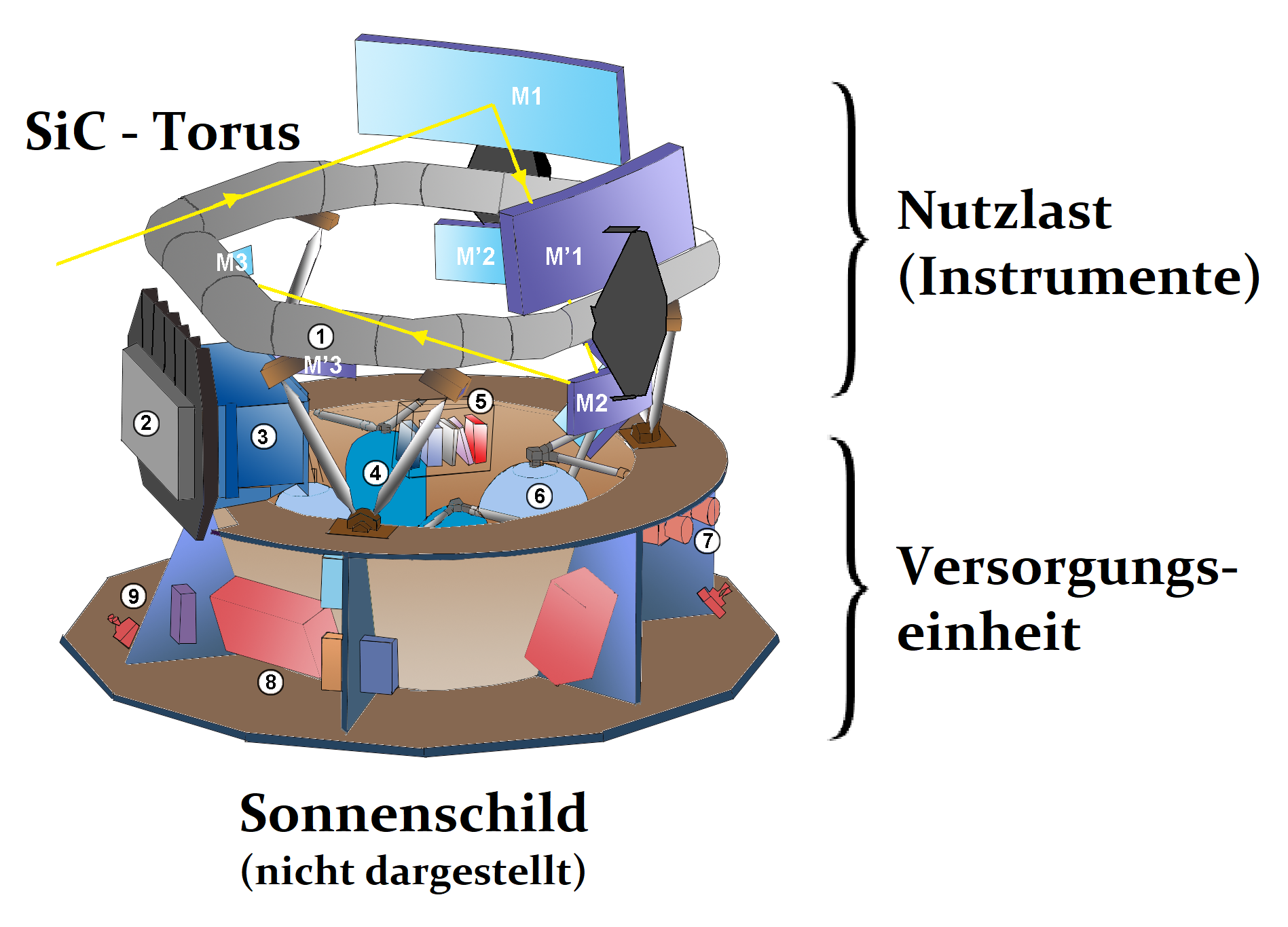
Schematischer Aufbau der Sonde Gaia mit Versorgungseinheit und Nutzlast (Details unter Instrumente)

Die Sonde besteht aus drei wesentlichen Teilen: Sonnenschild, Versorgungseinheit und Nutzlast. Über dem Sonnenschild befindet sich ein zylindrischer Aufbau, der die Versorgungseinheit und die Nutzlast beherbergt.

### Sonnenschild

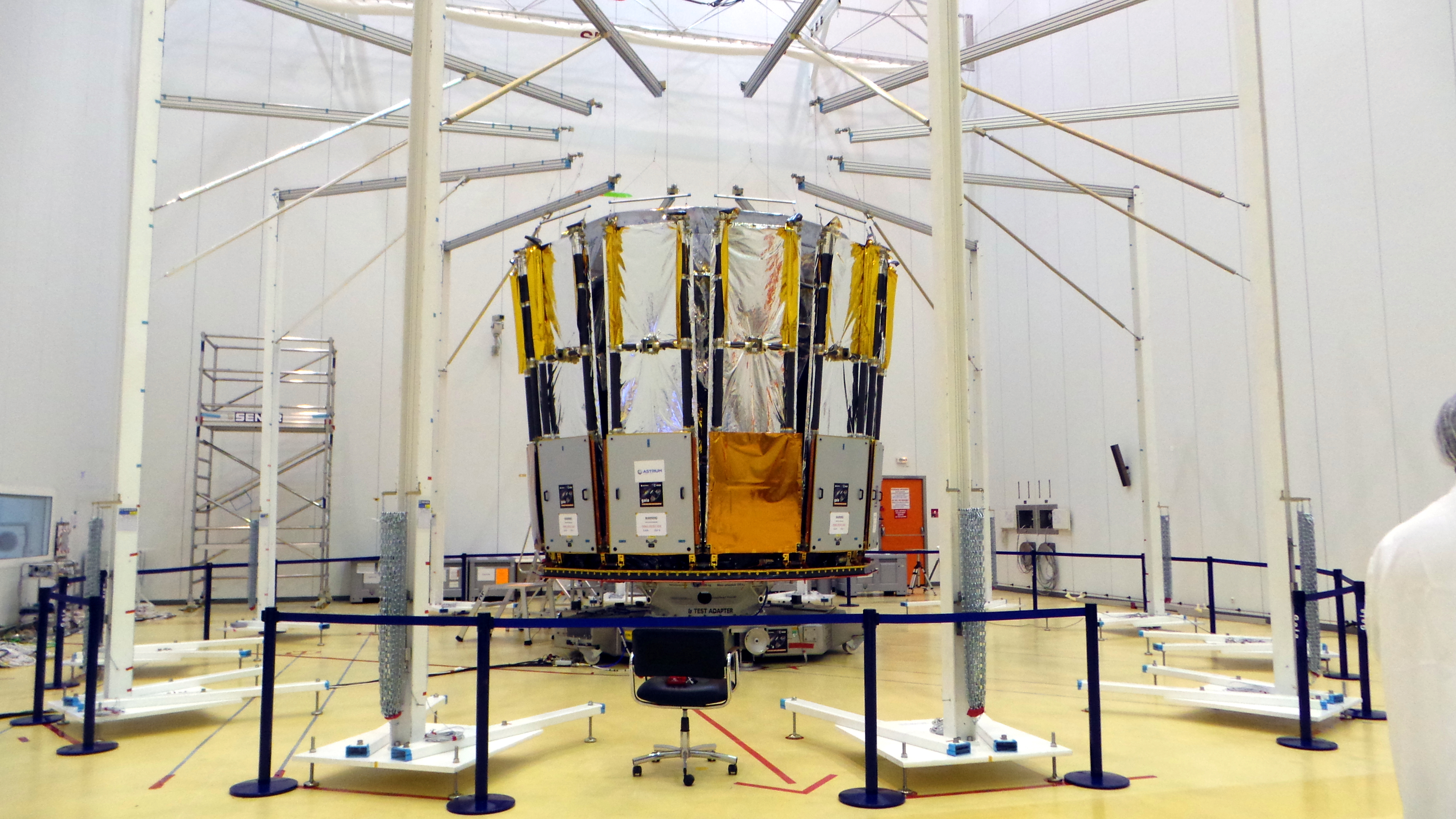
Endmontage 2013, der Sonnenschild entfaltete sich nach der Abtrennung von der Trägerrakete

Die nahezu kreisförmige Anordnung von Solarzellen und „Sonnenschirm“ beherrscht das hutähnliche äußere Erscheinungsbild von Gaia. Der Sonnenschild besteht aus zwölf breiten Streben, zwischen denen sich beim Entfalten des Schildes 48 dreieckige Flächen aufspannten. Die Sonde ist 3-Achsen-stabilisiert und tastet durch ihre langsame Rotation den durch das Gesichtsfeld laufenden Himmel kontinuierlich ab. Nutzlast und Versorgungseinheit liegen während des wissenschaftlichen Betriebs stets im kühlenden Schatten des „Sonnenschirms“. Mit entfaltetem Sonnenschild hat Gaia einen Durchmesser von 10 m.
Gaia war passiv gekühlt, es gab keine Radiatoren oder Kühlelemente. Gaia kühlte sich nur durch Wärmeabstrahlung soweit ab, dass sie im Gleichgewicht mit der allgemeinen Umgebungsstrahlung war. Die durchschnittliche Sonneneinstrahlung beträgt ca. 1361 W/m². Im Oktober 2014 verursachten Sonnenflecken eine messbare Verminderung der Sonnenstrahlung um circa 3 W/m² und eine Abkühlung des Sonnenschilds um 0,15 °C. Jahreszeitliche Veränderungen des Sonnenabstands führen zu einer Veränderung der Sonnenstrahlung um ±3,4 % und zu einer Temperaturänderung von ±1,2 °C; die tägliche Rotation verursachte eine periodische Temperaturänderung von 2 °C im Bereich der Antenne. Am 6. November 2015 verursachte ein Monddurchgang für ungefähr zehn Stunden eine Abkühlung von circa 1,5 °C. Die thermische Trägheit des Systems und die Isolationsmaßnahmen bewirkten, dass ein Monddurchgang keine merkliche Auswirkung auf die Temperaturen der Messinstrumente hat.

### Versorgungseinheit
Die Versorgungseinheit befindet sich zwischen Sonnenschild und Nutzlast und enthält wesentliche Komponenten wie Antriebseinheiten, Lagekontrolle, Treibstofftanks, Stromversorgung und Verkabelung, Atomuhr, Videoprozessoren, Computer, Datenspeicher und Datenübertragungssystem. Um die Sonde stabil und frei von Vibrationen zu halten, hat sie keinerlei bewegliche Teile mit Ausnahme der Ventile für die Triebwerke und der Aktuatoren zur Ausrichtung der Spiegel, die aber während des Wissenschaftsbetriebs inaktiv sind. Die Komponenten der Versorgungseinheit sind auf einem Rahmen aus kohlenstofffaserverstärktem Kunststoff montiert. Teile der Nutzlast, hauptsächlich die elektronischen Komponenten, benötigen eine gewisse Mindesttemperatur und sind deswegen im Bereich der Versorgungseinheit untergebracht. Die Versorgungseinheit hat 3 m Durchmesser und 1 m Höhe.

### Nutzlast
Die Nutzlast hat einen Durchmesser von ungefähr 3 m und eine Höhe von 2 m. Die Spiegel für die Teleskope und die Kamera sind an einer ringförmigen Struktur befestigt, dem „Torus“; alle diese Komponenten zusammen bilden im Wesentlichen die Nutzlast. Der Torus besteht aus dem keramikähnlichen Siliziumcarbid, wurde aus 17 einzelnen Teilen zusammengesetzt und bei 1000 °C mit einem speziellen Material verlötet. Siliziumkarbid ist sehr fest, sehr hart, leicht und hat eine sehr geringe Wärmeausdehnung sowie eine hohe Wärmeleitfähigkeit. Die Nutzlast wird bei einer Temperatur von rund −110 °C betrieben und befindet sich in einem Zelt aus kohlenstofffaserverstärktem Kunststoff und Aluminiumsandwichplatten, das die Temperatur im Inneren möglichst konstant halten soll und zugleich als Schutz der Spiegel und der Kamera gegen Mikrometeoriten, Partikel und Strahlung dient. Das Zelt hat zwei Öffnungen für die Teleskope.

### Stromversorgung

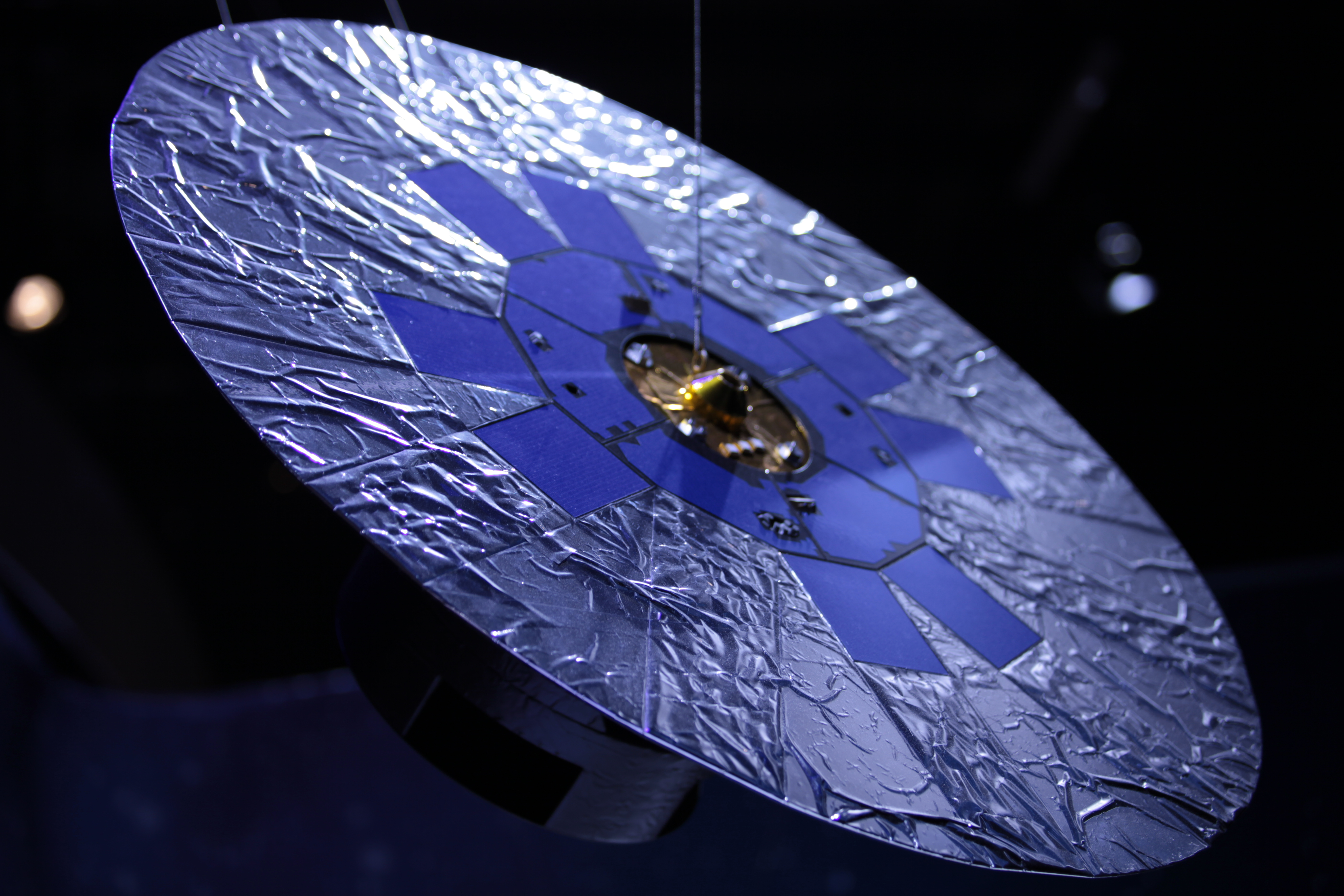
Die Sonnenseite des Sonnenschilds mit den Solarpaneelen

Die Sonde hat 12,8 m² große, hocheffiziente Solarpaneele aus Dreischicht-Galliumarsenid-Zellen. 7,3 m² sind fest installiert, 5,5 m² sind am Sonnenschild befestigt und entfalteten sich zusammen mit diesem. Die Paneele sind so dimensioniert, dass sie gegen Ende der Mission auch unter den widrigsten Bedingungen immer noch mindestens 1910 W erzeugen. Während des Starts waren diese Module hochgeklappt. Für die Startphase und den Anfangsbetrieb wurde ein 60-Ah-Lithium-Ionen-Akkumulator genutzt. Es gibt eine Stromregelung, die dafür sorgt, dass zu keinem Zeitpunkt die maximale Leistungsaufnahme überschritten wird. Da die Sonde dauerhaft im 45°-Winkel zur Sonne betrieben wird, können die Solarmodule im normalen Betrieb nicht ihre maximale Leistung erbringen. Gaia hat eine Gesamtleistungsaufnahme von 1720 W, wovon die Nutzlast ungefähr 830 W benötigt.

### Kommunikation
Gaia kommunizierte ausschließlich über das X-Band. Es gibt zwei ungerichtete Niedergewinn-Antennen mit einer Übertragungsrate von einigen kbps nur für Telemetriedaten an den entgegengesetzten Seiten der X-Achse. Sie können aus jeder Position senden und empfangen und sind für die Startphase und die Notfallkommunikation vorgesehen, falls aus irgendeinem Grund die Hauptantenne nicht eingesetzt werden kann.
Eine übliche Hochgewinn-Parabolantenne wäre als Hauptantenne für die Datenübertragung zur Erde ungeeignet, da die Drehachse während der Beobachtungsphasen nicht zur Erde zeigt und eine bewegliche Antenne durch Vibrationen die Messergebnisse beeinträchtigen würde. Die wissenschaftlichen Telemetriedaten werden stattdessen durch eine Hochgewinn-Phased-Array-Antenne (PAA) übertragen, die am Boden des Servicemoduls auf der heißen Seite des Sonnenschilds angebracht ist und einen Antennengewinn von 16,8 dB erzielt. Die Form der Antenne entspricht einem hohlen vierzehnseitigen Pyramidenstumpf. Jede dieser vierzehn Seitenflächen hat zwei Arrays, die jeweils aus sechs Strahlern bestehen. Betrieben werden diese Strahler mit 28 Solid-State-Verstärkern mit einer Leistung von 59 Watt (≈ 17,7 dBW). Jede dieser Untereinheiten teilt das Signal so auf, dass die Phasenverschiebung aus allen 14 Untereinheiten zusammengesetzt eine entsprechende Gesamtabstrahlung bewirkt. Die gesamte isotrope Abstrahlung ist größer als 32 dBW für den größten Bereich des Abstrahlwinkels von 30 Grad. Das erlaubte eine Datenrate von 8,7 Megabits pro Sekunde für die Übertragung zur Bodenstation. Die Brutto-Datenrate beträgt 10 Megabit pro Sekunde; hiervon wird ein Teil für Fehlerkorrektur gebraucht. Die Antenne wurde außerdem für das Nachverfolgen mit den Radioteleskopen der Bodenstationen und für Bahnrekonstruktionsmessungen vom Boden aus genutzt.
Über die Phased-Array-Antenne konnte Gaia für ungefähr 8 bis 11 Stunden pro Tag mit jeder der drei Deep-Space-Antennen des ESTRACK-Netzwerks kommunizieren, während die Sonde im Sichtbereich der jeweiligen Bodenstation war. Für die Mission wurden im Vorfeld die Empfangskapazitäten der drei 35-Meter-Antennen ausgebaut. Die durchschnittliche Downlinkzeit war ungefähr 8 bis 14 Stunden täglich; damit nutzte Gaia das Netzwerk von allen Missionen am stärksten.

### Triebwerke und Lagekontrolle
Gaia verfügt über zwei unterschiedliche Systeme für Antrieb und Lagekontrolle:
- Gaia hat zwei Sätze von je acht chemischen Triebwerken mit je 10 Newton Schubkraft, um damit in die Lissajousbahn um L2 eintreten zu können und um periodisch die Bahn zu korrigieren.[26] Diese bilden das Chemical Propulsion Subsystem (CPS) und verwenden die beiden Komponenten Distickstofftetroxid (NTO) und Methylhydrazin (MMH).[28][26]

- Der Messbetrieb verlangte eine äußerst präzise Regelung der Lage und der Drehgeschwindigkeit. Zur Feinregelung während des Messbetriebs hat Gaia zwei mal sechs Kaltgasdüsen mit sehr kleinem variablen Schub von 10 bis 150 Mikronewton an Bord. Diese bilden das Micro Propulsion Subsystem (MPS) und verwendeten Stickstoff als Druckgas.[29]

Beim Start führte die Sonde ungefähr 400 kg chemische Treibstoffe mit und zwei Tanks mit jeweils 28,5 kg Stickstoff unter einem Druck von 310 bar.
Zur Lagekontrolle gab es keinerlei bewegliche Teile wie Reaktionsräder oder Gyroskope. Zur Navigation standen zwei unabhängige A-STR Sternsensoren im kalten (sonnenabgewandten) Bereich und drei TNO Sonnensensoren im heißen Bereich zur Verfügung, dazu drei redundante Astrix-120HR-Faserkreisel. Die Geschwindigkeiten, mit denen die Sterne über die Fokussierebene wandern, ergaben weitere Daten über die Drehgeschwindigkeit und die Lage im Raum. Im Wissenschaftsbetrieb wurden nur die Sternsensoren in Verbindung mit den Daten aus der Kamera zur exakten Lagebestimmung verwendet. Die anderen Sensoren dienten der Fehlererkennung und Fehlerkorrektur. Das System konnte unerwartete Lageveränderungen, z. B. durch einen Mikrometeoriteneinschlag innerhalb sehr kurzer Zeit automatisch kompensieren. Gaia konnte dabei automatisch zwischen verschiedenen Formen der Lageregelung und zwischen den beiden Antriebsarten wechseln und dabei den Einsatz von Triebwerken und Treibstoff optimieren.

## Instrumente
| - Spiegel von Teleskop 1 (M1, M2, M3) - Spiegel von Teleskop 2 (M’1, M’2, M’3) - Die Spiegel M4, M’4, M5, M6 sind weggelassen Andere Komponenten: 1. Torus, ein Ring aus Siliziumkarbid 2. Kühlradiator 3. Elektronik der Fokussierebene 4. Stickstofftanks 5. Prismen für das Spektroskop 6. Treibstofftanks 7. Startracker 8. Telekommunikationsteil und Batterien 9. Hauptantrieb | Zusammengeführter Lichtpfad der Teleskope, Aufbau der Fokussierebene und der Instrumente: Durch die Rotation der Sonde streichen die Bilder in der Fokussierebene von rechts nach links mit einer Geschwindigkeit von 60 Bogensekunden pro Sekunde. 1. Einfallendes Licht von Spiegel M3 2. Einfallendes Licht von Spiegel M’3 3. Fokussierebene mit Detektoren für das astrometrische Instrument in hellblau, Photometer für blaues Licht in dunkelblau, Photometer für rotes Licht in rot. Spektrometer für Radialgeschwindigkeit (Dopplermessung der Calcium-Linien) in rosa 4. Spiegel M4 und M’4, die die beiden Lichtwege kombinieren 5. Spiegel M5 6. Spiegel M6, der die Fokussierebene beleuchtet 7. Optik und Prismen für die Ermittlung der Radialgeschwindigkeit (RVS) 8. Prismen für das blaue (BP) und rote (RP) Photometer |

### Teleskope
Gaia trägt drei wissenschaftliche Hauptinstrumente, die gemeinsam von zwei Spiegelteleskopen mit weit voneinander getrennten Gesichtsfeldern am Himmel versorgt werden. Die Teleskope sind Drei-Spiegel-Anastigmate nach Korsch als Schiefspiegler gebaut und haben rechteckige, 38 kg schwere konkave Primärspiegel der Größe 145 cm × 50 cm (M1, M’1). Die konvexen Sekundärspiegel (M2, M’2) sind 35 cm × 16 cm groß. Von dort trifft das Licht auf die beiden konkaven Tertiärspiegel (M3, M’3) der Größe 65 cm × 28 cm. Diese lenken das Licht auf die beiden flachen Kombinierer-Spiegel M4 und M’4 mit den Abmessungen 19 cm × 7 cm, die das Licht beider Teleskope kombinieren und weiterleiten auf M5. Von dort aus gelangt es über M6 auf die Fokussierebene. M5 und M6 sind flach und haben eine Größe von 55 cm × 34 cm.
Alle zehn Spiegel bestehen aus gesintertem Siliziumkarbid und haben eine hochreflektierende, geschützte Silberoberfläche. Die Teleskope haben eine Brennweite von 35 m. Die beiden Sekundärspiegel haben Aktuatoren, die die Spiegel in einem Bereich von 5° bewegen können, diese waren jedoch nur während der Kalibrierungsphase und im Anschluss an eine Heizperiode im Betrieb. Alle Instrumente schauen auf dieselben um 106,5° getrennten Himmelsabschnitte, die von je einem der beiden Teleskope abgebildet werden. Die beiden Gesichtsfelder sind etwa 1,4° × 0,7° groß, überdecken am Himmel also etwa die vierfache Fläche der Sonnen- bzw. Vollmondscheibe.
Die Spiegelrohlinge stammen von Boostec aus Bazet in Frankreich. Gesintertes Siliziumkarbid ergibt beim Schleifen keine glatten Oberflächen; nach dem vorläufigen Schliff wurden die Spiegel deswegen von Schunk Kohlenstofftechnik in Heuchelheim in einem speziellen Prozess mit einer zusätzlichen Lage Siliziumkarbid beschichtet. Siliziumkarbid hat eine Mohs-Härte von 9,6, die nahe an die von Diamant heranreicht; die Endbearbeitung war entsprechend sehr zeitaufwendig. Die Spiegel wurden auf eine Präzision von 10 nm RMS poliert, außerdem mussten sich die Spiegel beider Seiten sehr ähnlich sein. Die beiden Primärspiegel wurden von Sagem bei Paris bearbeitet, die beiden M2- und M4- sowie M5- und M6-Spiegel von AMOS in Lüttich, Belgien, die beiden M3-Spiegel von Carl Zeiss Optronics in Oberkochen, Deutschland. Die Spiegel wurden schließlich von Sagem mit Silber beschichtet, mit Ausnahme der beiden M3-Spiegel, die von Zeiss fertiggestellt wurden.

### Kamera

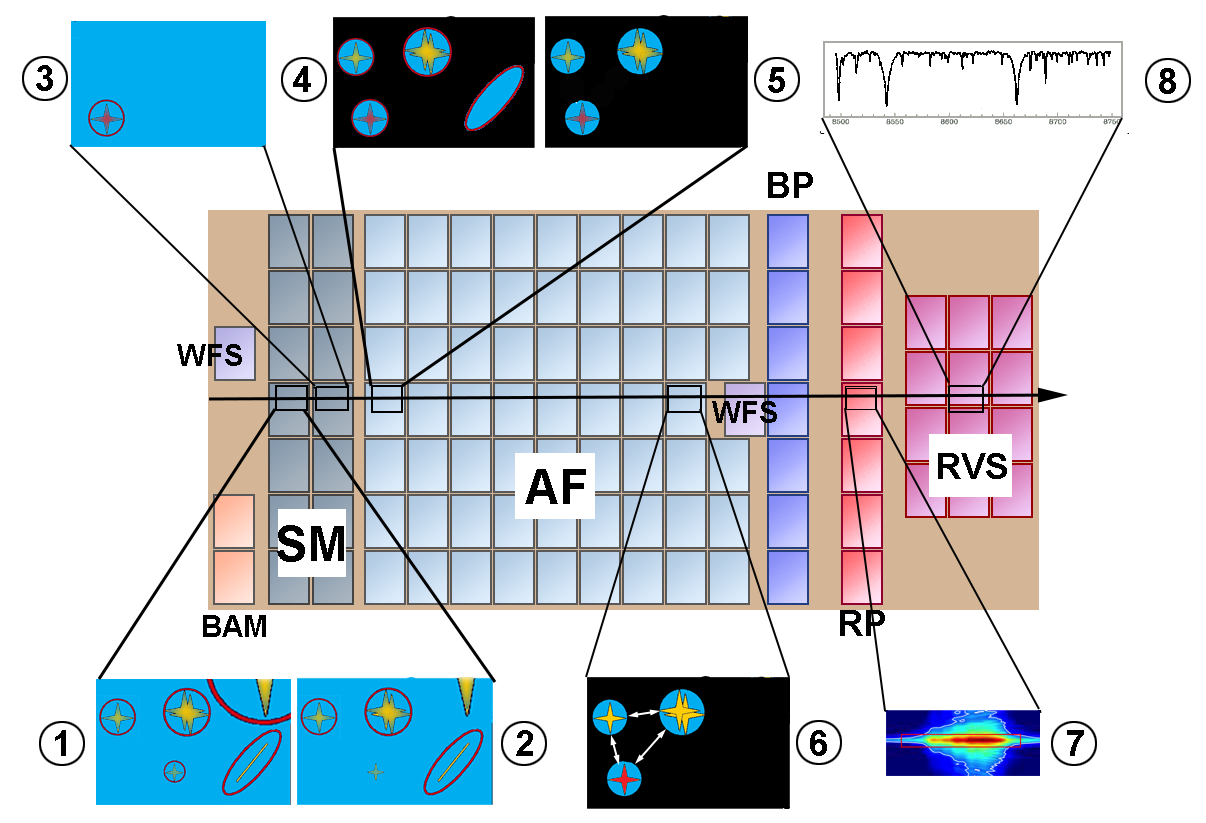
SM = Skymapper
AF = Astrometric Field
BP = Blue Photometer
RP = Red Photometer
RVS = Radial Velocity Spectrograph
WFS = Wave Front Sensor
BAM = Basic Angle Monitor

Das Licht von beiden Teleskopen fällt auf eine gemeinsame Fokussierebene. Dort werden die Objekte gemeinsam von einem Feld von insgesamt 106 hochempfindlichen CCD-Detektoren mit einer Abmessung von 6 cm × 4,7 cm und einer Auflösung von je 4500 × 1966 Pixel erfasst. Zusammen haben die Sensoren rund eine Milliarde Pixel; dies ist die höchstauflösende jemals im Weltraum betriebene Kamera. Die CCDs erfassen Wellenlängen von 330–1050 nm, also zusätzlich in Bereichen im Ultravioletten und im Infraroten, die über das Wahrnehmungsvermögen des menschlichen Auges von ca. 400–760 nm hinausgeht. Die CCDs sind auf einer 20 kg schweren Platte aus Siliziumkarbid von der Größe 1,0 m × 0,5 m montiert.

#### Astrometrie
Die beiden Reihen von je 7 Skymapper-CCDs erkennen, welches Objekt von welchem Teleskop stammt. Die Skymapper-CCDs werden komplett ausgelesen, Objekte erkannt, grob nach Helligkeit klassifiziert und die Größe der Beobachtungsfenster festgelegt. Bereits bei der anfänglichen Verarbeitung der CCD-Daten wird eine starke Datenreduktion vorgenommen, indem schwarze Pixel, nicht punktförmige oder lichtschwache Objekte mit einer Magnitude von höher als ca. 20,7 bei der Weiterbearbeitung ignoriert werden. Die relevanten Objekte werden als Minibild mit einigen umgebenden Pixeln ausgeschnitten, ihre Position vermerkt, mit einem Zeitstempel versehen und einzeln weiterverarbeitet. Jedes so erkannte Objekt muss bei der nächsten Messung im ersten astrometrischen Feld AF1 bestätigt werden. Wird dort kein Objekt zu der berechneten Zeit an der entsprechenden Stelle erkannt, so wird das Objekt verworfen. Auf diese Weise werden Artefakte durch Weltraumstrahlung und geladene Partikel frühzeitig aussortiert.
Ein Feld von 62 dieser CCD-Detektoren in einem 7×9-Raster registriert die Himmelsobjekte mehrfach. Das Detektorfeld erfasst die Sternpositionen am Himmel mit einer Präzision von teilweise besser als 30 µas (Mikrobogensekunden). Unter Berücksichtigung aller Messungen wird am Ende der Mission ein Parallaxenfehler erwartet, der z. B. für einen Stern der Klasse M6V mit einer Helligkeit von 15 mag bei 9 µas liegt. Die Genauigkeit soll damit gegenüber der Vorgängermission Hipparcos um einen Faktor 20 bis 50 höher liegen. (Siehe auch: Abschnitt Probleme.) Über die Messung der Parallaxe lässt sich die Entfernung bestimmen. Durch die mehrfache Vermessung von Sternen während der Lebensdauer der Sonde sind die Winkelgeschwindigkeiten von Sternbewegungen ableitbar.
Das Instrument misst die G-Band-Magnitude im Wellenbereich zwischen 330 und 1050 nm, in dem einerseits die Spiegel reflektieren und andererseits die Sensoren empfindlich sind. Die beobachtete Helligkeit zusammen mit der berechneten Entfernung und der spektroskopisch ermittelten Spektralverschiebung ermöglicht die Bestimmung der tatsächlichen Leuchtkraft eines Objekts. Zur Kalibrierung der Spektrometrie und der Photometrie waren die meisten der bisher üblichen Vergleichssterne, z. B. die der Polsequenz, ungeeignet, da sie zu hell sind; einige stellten sich inzwischen sogar als Doppelsterne heraus. Für die Mission wurden daher ca. 200 neue lichtschwächere Vergleichssterne verschiedener Spektraltypen gesucht, die den Gaia Spectrophotometric Standard Star Catalog (SPSS) bilden. Es ist möglich, dass mit fortschreitender Beobachtung manche davon wieder gestrichen werden, weil es sich um Doppelsterne oder leicht veränderliche Sterne handelt. Für Gaia EDR3 wurden 100.000 Vergleichssterne verwendet. Die endgültige Liste der Vergleichssterne wird erst am Ende der Mission feststehen.
Zwei CCDs (BAM) dienen der konstanten Messung des Grundwinkels von 106,5° zwischen den beiden Teleskopen. Zwei Laserstrahlen arbeiten dabei als Interferometer. Ein Laser dient dabei als Backup und zur Bestätigung der korrekten Funktion. Für eine exakte Positionsbestimmung ist die Kenntnis von minimalen Abweichungen des Grundwinkels nötig. Die beiden Sensoren wurden außerdem zur Strahlungsmessung herangezogen. Die beiden Wave-Front-Sensoren sollen die optische Qualität der beiden Teleskope überwachen und sicherstellen, dass beide Teleskope optimal fokussiert sind.

#### Photometrie
Gaia hat zwei Photometer. 14 CCD-Detektoren in zwei Reihen messen Helligkeit und Farben in einem breiten Wellenlängenbereich. Die erste Reihe von sieben CCD-Detektoren für das blaue Photometer (BP) verwendet ein Prisma und deckt den blauen Wellenlängenbereich 330 bis 680 nm ab. Die zweite Reihe von CCD-Detektoren für das rote Photometer (RP) benutzt ein anderes Prisma und deckt den roten Wellenlängenbereich 640 bis 1050 nm ab. Das spektrale Auflösungsvermögen liegt zwischen 15 nm und 60 nm und ist vergleichsweise gering, sodass man hier üblicherweise nicht von „Spektren“ spricht, sondern von Spektrophotometrie.
Die zentrale Aufgabe dieser Photometriemessungen ist es, jeden einzelnen der eine Milliarde von Gaia beobachteten Sterne charakterisieren zu können, d. h., dessen Temperatur, Oberflächengravitation und Metallizität zu messen. Diese Eigenschaften der Sterne sind (neben ihrer Position, Entfernung und Geschwindigkeit) wichtig, um z. B. Rückschlüsse auf die Sternentstehungsgeschichte der Milchstraße zu ziehen. Außerdem kann die Photometrie dazu genutzt werden um zwischen Sternen, Asteroiden, Galaxien oder Quasaren zu unterscheiden. Photometrische Daten sind für eine farbkorrigierte Berechnung der Helligkeit und zur Korrektur der übrigen Messungen nötig. Durch Rot- oder Blauverschiebung des Spektrums kann ein Objekt einen veränderten Helligkeitswert haben, weil dadurch ein Teil des Spektrums außerhalb des Empfindlichkeitsbereichs der Sensoren liegt. Die beiden Photometer liefern eine eigene Magnitude GBP und GRP.
Da die Spektren auf dem Sensor relativ viel Fläche einnehmen, können nicht alle Objekte bei jedem Transit photometrisch gemessen werden. Überlagerungen von mehreren Objekten spielen eine größere Rolle, sodass im Allgemeinen nicht jeder Beobachtung eine Photometrie zugeordnet werden kann. Es gibt eine Prozedur, die sicherstellt, dass Überlagerungen entsprechend behandelt werden.

#### Spektroskopie
Das Radialgeschwindigkeitsspektrometer (RVS) benutzt dasselbe kombinierte Gesichtsfeld wie das astrometrische und das photometrische Instrument. Es arbeitet mit zwölf CCD-Detektoren, die Linienspektren der Sterne aufnehmen, aus denen sich die Geschwindigkeiten der Sterne entlang der Sichtlinie ableiten lassen. Zusammen mit den beiden Photometern wird eine genaue Klassifikation vieler der beobachteten Objekte möglich sein. Die Messung der Radialgeschwindigkeiten von vielen Sternen ist notwendig zur Erreichung der wissenschaftlichen Ziele der Gaia-Mission. Nur mit solchen gemessenen Radialgeschwindigkeiten lassen sich etwa Modelle des Gravitationspotentials der Milchstraße oder der Sternentstehungsgeschichte experimentell einschränken.
Das Radialgeschwindigkeitsspektrometer hat mit 11500 ein weitaus höheres spektrales Auflösungsvermögen als die Photometer, deckt jedoch nur einen kleinen Wellenlängenbereich von 845 bis 872 nm ab. In diesem Wellenlängenbereich im nahen Infrarot zeigen Sterne charakteristische Absorptionslinien des sogenannten Calcium-Tripletts im Bereich von 849,8, 854,2 und 866,2 nm. Das hohe Auflösungsvermögen ermöglicht es, die Wellenlängen dieser drei Calcium-Absorptionslinien zu messen, sodass ein Vergleich der Wellenlängen mit Laborwerten erlaubt, die Radialgeschwindigkeit des Sternes über den Doppler-Effekt zu bestimmen. Das Triplett kann außerdem für die Einordnung in die Spektralklasse und die Ermittlung von Eisen- und Titangehalt ausgewertet werden.
Möglich ist diese spektroskopische Messung für Objekte, die heller als Magnitude 17 sind. Aufgrund des hohen Auflösungsvermögens ist das Radialgeschwindigkeitsspektrometer auf die helleren Sterne beschränkt. Voraussichtlich sind etwa 50 bis 100 Millionen Sterne hell genug für das Radialgeschwindigkeitsspektrometer, wohingegen die Photometrie aufgrund ihrer höheren Empfindlichkeit beinahe alle Objekte mit einer Magnitude < 21 mag messen kann. Dennoch wird Gaias Radialgeschwindigkeitsspektrometer mit vielen Millionen Sternspektren den zurzeit mit Abstand größten Katalog von Sternspektren liefern. Das Instrument liefert außerdem eine eigene Magnitude GRVS.
Gaia hat keine eigene Kalibrierungsmöglichkeit für die Radialgeschwindigkeiten. 1420 Sterne mit gut bekannten Radialgeschwindigkeiten wurden zusammengestellt und bildeten zu Beginn der Mission eine erste vorläufige Liste von Vergleichssternen, den Catalogue of Radial Velocity Standard Stars (RVSS). Die zweite Fassung der Liste enthält 4813 Standardsterne, davon werden 2712 zur Kalibrierung und die restlichen Sterne zur Validierung verwendet.

### Sondeneigene Datenverarbeitung
Die Beobachtungen benötigten eine sehr präzise Zeiterfassung; diese wird durch eine bordeigene, hochstabile 10-MHz-Rubidium-Atomuhr erreicht. Die Uhr arbeitet weitgehend unbeeinflusst von der Höhe der Eingangsspannung, Temperatur oder Magnetfeld. Jede Messung wird mit einem genauen Zeitstempel versehen. Die CCSDS-Standards für die Zeiterfassung wurden eigens für diese Mission in den Picosekundenbereich erweitert. Die Daten verarbeitet ein Computersystem mit einer modularen Architektur, die der Anordnung der Detektoren entspricht. Zur Datenerfassung hat das Datenverarbeitungssystem sieben Videoverarbeitungseinheiten (VPU), eine Einheit für jede Detektorreihe. Jede VPU enthält einen speziellen von Astrium entwickelten CWICOM-Vorprozessor (CCSDS Wavelet Image COMpression ASIC), der hauptsächlich für die schnelle Kompression der Daten und die Generierung der Datenpakete zuständig ist. Für den Hauptteil der Verarbeitung ist ein SCS750 PowerPC Board von Maxwell Technologies aus San Diego, USA, verantwortlich. Jedes Board hat drei parallel arbeitende PowerPC-750FX-Prozessoren, deren Rechenergebnisse permanent über eine Logik zur automatischen Fehlerkorrektur verglichen werden. Aus Performance-Gründen kam nicht die strahlungsgehärtete, aber weniger leistungsfähige Variante des Prozessors zum Einsatz. Durch die Weltraumstrahlung bedingte Fehler werden automatisch korrigiert und ein fehlerhaft arbeitender Prozessor wird innerhalb von 1 ms neu gestartet, ohne dass laufende Programme beeinträchtigt werden. Jede der sieben VPU hat eine Rechenkapazität von 1000 MIPS. Alle Daten werden ohne Zwischenspeicherung in Echtzeit verarbeitet, und die Sensoren werden synchronisiert in der exakt gleichen Geschwindigkeit ausgelesen, in der die Objekte über die Detektoren wandern. Der Ausfall einer der sieben Videoverarbeitungseinheiten hätte wenig Auswirkung auf die Ergebnisse. Zu Anfang der Mission gab es häufige Resets der VPU; mit einem Update der VPU-Software auf Version 2.8 im April 2015 wurde dieses Problem behoben.
Für die Speicherung der Ergebnisse gibt es einen gemeinsamen, separat betriebenen 800-Gbit-Solid-State-Massenspeicher. Nach Abzug der Bits für die Reed-Solomon-Fehlerkorrektur ergibt sich eine effektive Speicherkapazität von 120 Gigabytes. Im Durchschnitt werden täglich 40 Millionen Objekte beobachtet, 400 bis 500 Millionen Messungen durchgeführt und 40 GB an Daten produziert. Bei Messungen in der galaktischen Ebene wurden am 28. Februar 2015 sogar 270 Millionen Objekte und 3 Milliarden Messungen registriert. Die Computersysteme waren die leistungsfähigsten, die bis dahin im Weltall eingesetzt wurden.

## Betrieb

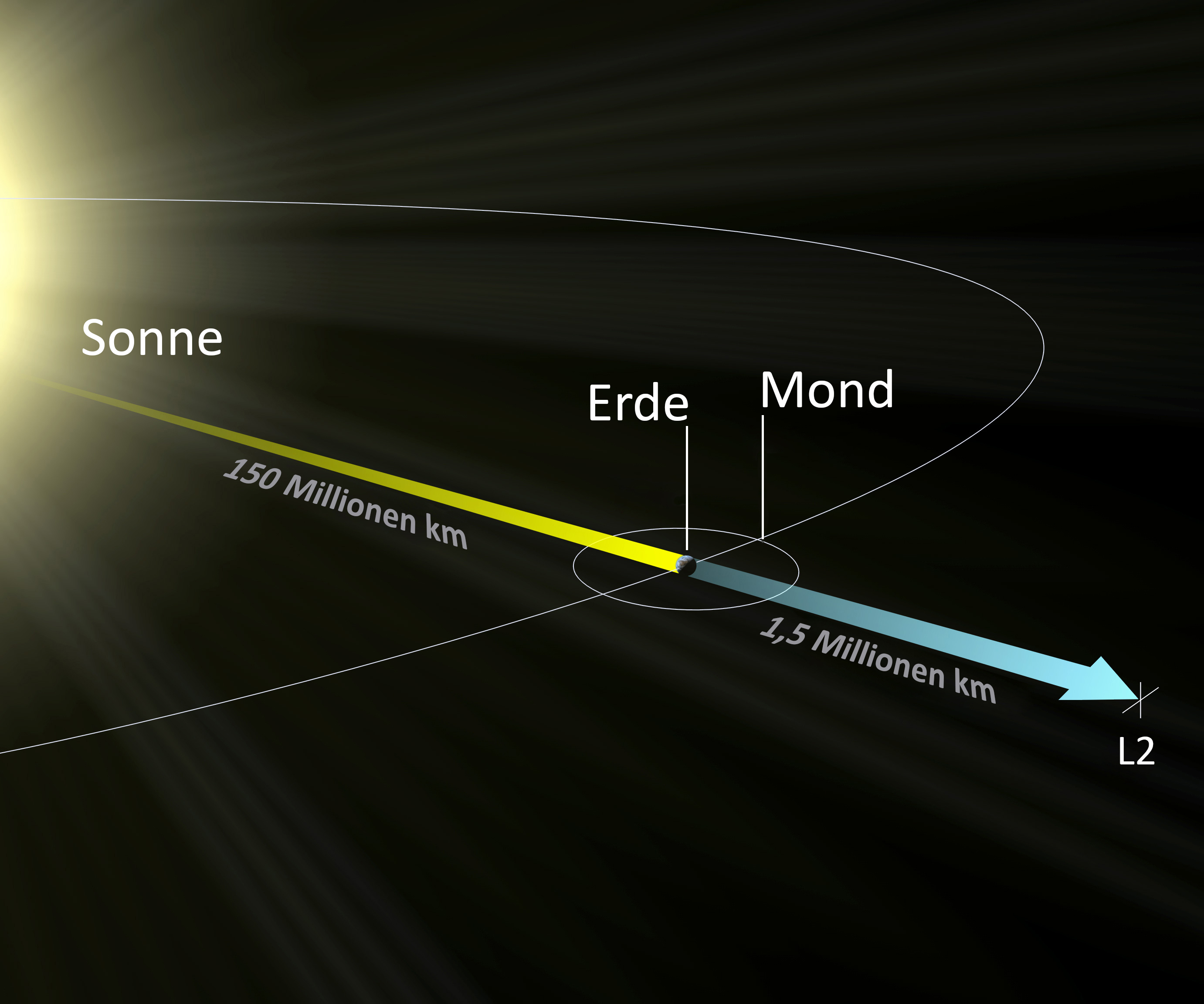
Die Position des Lagrange-Punktes L2

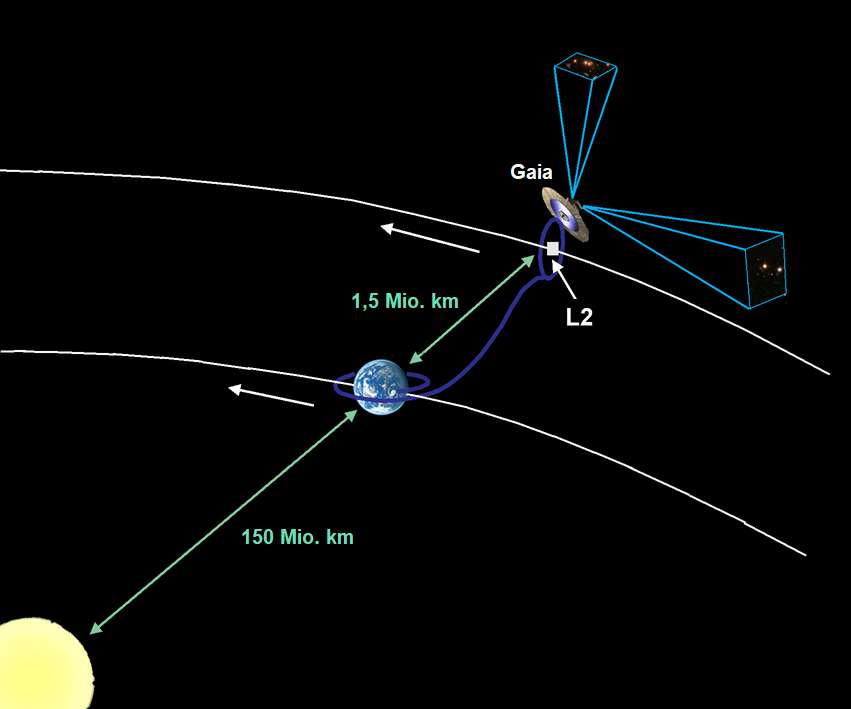
Flugbahn von Gaia zum Lagrange-Punkt und späterer Lissajous-Orbit um L2

### Bodenkontrolle

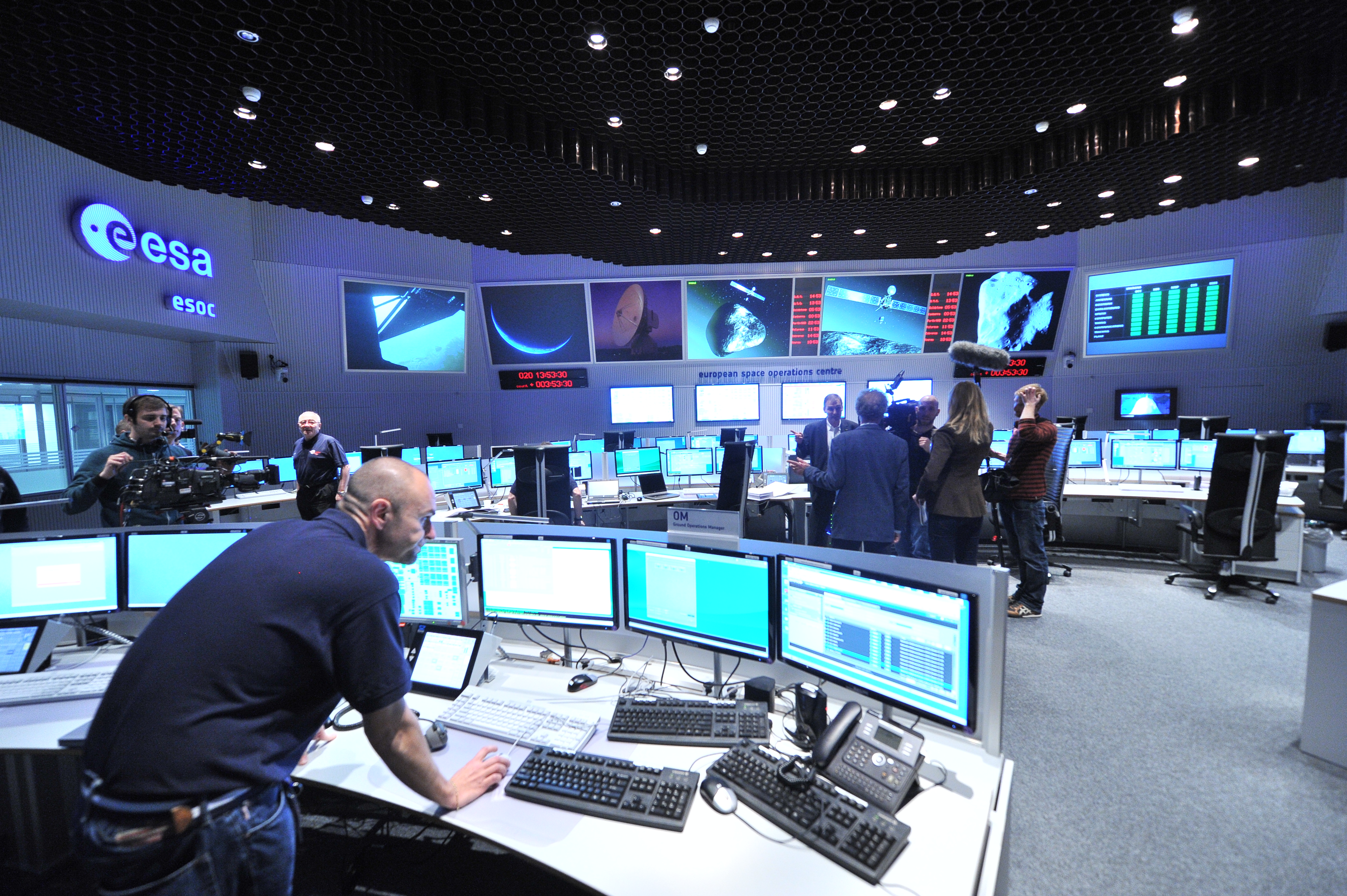
Kontrollzentrum des ESOC

Die Bodenkontrolle (Mission Operations Centre, MOC) war beim Europäischen Raumflugkontrollzentrum (ESOC) in Darmstadt. Die Bodenkontrolle nutzte die Telemetriedaten und war zuständig für die Planung der Flugbahn, Verfolgung der Lage, Richtung und Geschwindigkeit und eventuelle Kurskorrekturen. Sie kümmerte sich um die Kommunikation, gab den Beobachtungsplan an die Sonde weiter und betreute die Software an Bord, sorgte für die Synchronisierung der Uhren und überwachte die Funktion der Computer, Speicherauslastung etc. ESOC musste eingreifen, wenn ein unerwartetes Ereignis oder eine Betriebsstörung auftritt, das Problem analysieren, versuchen die Folgen zu minimalisieren und die Sonde wieder in einen regulären Betrieb versetzen. Die Bodenkontrolle kümmerte sich auch um die Kalibrierung der Triebwerke und der Navigationsinstrumente. Sie war zuständig für die Planung und Zuteilung der entsprechenden Downloadkapazitäten des ESTRACK-Netzwerks, in Abwägung mit den Bedürfnissen anderer gleichzeitig laufender Missionen. Die Daten aller drei Antennen laufen bei der Bodenkontrolle zusammen und wurden von dort zum Europäischen Weltraumastronomiezentrum (ESAC) weitergeleitet. Das ESOC verarbeitet die Daten der Ground-Based-Optical-Tracking-Einheit (GBOT) zur Positionsbestimmung und Bahnrekonstruktion, die die Grundlage für die genaue Berechnung der Objektpositionen bildet.

### Wissenschaftlicher Betrieb
Während das ESOC die Raumsonde steuerte und überwachte und die Kommunikation kontrollierte, lag die gesamte wissenschaftliche Kontrolle beim Science Operation Centre (SOC). Alle Auswertungen der Wissenschaftsdaten sowie die wissenschaftlichen Operationen, die Speicherung, Verwaltung und Verteilung der Daten werden über ESAC in Villafranca ausgeführt. SOC wählte die Beobachtungsstrategie (scanning law) und benennt Zeiten, in denen Unterbrechungen der Beobachtung z. B. für Korrekturmanöver oder Kalibrierung möglichst vermieden werden sollten. SOC kontrollierte die Voreinstellungen der Software und legte z. B. die Magnitudenlimits fest. Die Wissenschaftler kennen die Sternendichte und damit die nach Beobachtungsplan anfallende Datenmenge und gaben diese Information an ESOC weiter zur Planung des Kommunikationsbedarfs.

### Start
Der Start erfolgte am 19. Dezember 2013 um 9:12 Uhr UTC mit einer vierstufigen russischen Sojus-ST-Rakete mit Fregat-Oberstufe vom Centre Spatial Guyanais in Französisch-Guayana. Ursprünglich für den 20. November 2013 geplant, war er aus technischen Gründen verschoben worden. Die Startmasse der Sonde belief sich auf 2030 kg, davon 710 kg für die Nutzlast, 920 kg für das Servicemodul und 400 kg Treibstoffe.
Die Fregat-Stufe erreichte eine Umlaufbahn in einer Höhe von 175 km. Elf Minuten später wurde sie erneut gezündet und brachte die Sonde auf eine Transferbahn. 42 Minuten nach dem Abheben wurde die Fregat abgetrennt, und nach knapp 90 Minuten war der Sonnenschild ausgefahren.

### Testphase
Am 8. Januar 2014 erreichte Gaia ihren Orbit um den Sonne-Erde-Lagrange-Punkt L2. Der L2-Punkt liegt von der Sonne aus in etwa vierfacher Mondentfernung etwa 1,5 Millionen km hinter der Erde. Dieser gravitative Gleichgewichtspunkt läuft in festem Abstand mit der Erde um die Sonne und ermöglicht einen ungestörteren Blick auf das Weltall als aus einer niedrigeren Erdumlaufbahn. Gaia nahm eine Lissajous-Bahn mit einem Abstand von 263.000 km × 707.000 km × 370.000 km um L2 ein, um so zu gewährleisten, dass sie mindestens sechs Jahre lang nicht in den Halbschatten der Erde eintritt. Letzteres würde die Energieversorgung beeinträchtigen und durch die Wärmeausdehnung der optischen Komponenten bei Temperaturänderungen vorübergehend die Abbildungsqualität verringern. Die Sonde wurde ungefähr ein halbes Jahr lang während der Kommissionierungsphase ausgiebig getestet, ebenso die Datenübermittlung, die Datenverarbeitung und die Positionsbestimmung.

### Kalibrierung
Die Testphase endete am 18. Juli 2014. Es schloss sich eine Kalibrierungsphase von 28 Tagen an, während der die ekliptischen Pole intensiv vermessen wurden, zugleich begann die Sammlung wissenschaftlicher Daten. In dieser Zeit wurde Gaia im Ecliptic Poles Scan Law Modus (EPSL) betrieben, bei dem die beiden Himmelspole bei jeder Umdrehung zwei Mal vermessen wurden. Für die Vermessung der Pole wurde vor dem Start der Ecliptic Pole Catalogue (EPC, später Gaia Ecliptic Pole Catalogue, GEPC), erstellt. Der GEPC-V.-3.0-Katalog enthält 612.946 Objekte aus einem Feld von jeweils einem Quadratgrad am Nord- und am Südpol. Der nördliche Pol ist relativ sternarm und enthält 164.468 Objekte, während der südliche Pol noch im Bereich der Großen Magellanschen Wolke liegt und 448.478 Objekte umfasst.

### Nominaler Betrieb
Im Anschluss an die Kalibrierung wurden die Messungen auf das ganze Himmelsgebiet ausgeweitet. Seither befand sich Gaia im Nominal Scanning Law (NSL), im regulären „Scanmodus“. Anfangs mussten die Hydrazintriebwerke ungefähr einmal im Monat den Kurs der Sonde korrigieren. Der Abstand zwischen den Korrekturmanövern konnte im Lauf der Zeit auf drei bis vier Monate verlängert werden.

### Beobachtungsstrategie

Gaias Scanmethode

Die Beobachtung erfolgte von einer überwachten Lissajous-Umlaufbahn um den Lagrange-Punkt L2. Während der Beobachtungsphase dreht sich die Sonde kontinuierlich hochpräzise mit gleichbleibender Geschwindigkeit um die eigene Achse, wobei die Rotationsgeschwindigkeit mit der Auslesegeschwindigkeit der Sensoren synchronisiert ist. In sechs Stunden erfasste die Sonde mit ihren beiden Beobachtungsfeldern Objekte in einem schmalen Himmelsstreifen von 360° rechtwinklig zur Rotationsachse. Da die beiden Beobachtungsfelder 106,5° auseinanderliegen, durchzieht ein Objekt beide Beobachtungsfelder nacheinander im Abstand von 106,5 Minuten. Die einzelnen Sensoren werden in einer Zeit von 4,4 Sekunden überstrichen; diese Zeit ist auch die Belichtungszeit. Die Drehachse zeigt nicht in eine feste Richtung im Raum, sondern wandert sehr langsam in einer Kreisbewegung weiter und beschreibt in 63 Tagen einen Kreis, sodass in der Folge der Beobachtungsstreifen weiterwandert und der gesamte Himmel durchmustert wird. Während der ganzen Beobachtungszeit befindet sich die Sonde mit dem Sonnenschild in Richtung Sonne unter einem Winkel von 45°. Objekte müssen zur Erfassung kleiner als ungefähr 500 bis 600 mas im Durchmesser sein, was die Planeten und einige von ihren Monden sowie einige Asteroiden von der Erfassung ausschließt.

### Ground-Based-Optical-Tracking-Einheit
Für genaue Berechnungen muss die Position der Sonde zu jeder Zeit sehr genau bekannt sein, insbesondere muss die Länge der Basislinie für die Parallaxenmessung bekannt sein. Die absolute Geschwindigkeit in Bezug auf das Baryzentrum des Sonnensystems muss bis auf 2,5 mm/s bekannt sein und die absolute Position auf 150 m genau. Für die Bestimmung des Abstands zur Sonde machte ESOC routinemäßige Laufzeitmessungen der Radiosignale, die auf 5 m genau sind. Die Geschwindigkeit in radialer Richtung von und zum Beobachter kann mit Dopplermessung auf 0,1 mm/s bestimmt werden.
Eine sehr präzise Messmethode für die Position ist das Delta-DOR-Verfahren, das zwei weit auseinanderstehende Antennen benötigt. Delta DOR konnte die Position in dieser Entfernung auf 22 Meter genau bestimmen. Es war aber nicht möglich, für die gesamte Beobachtungszeit zwei der Antennen des ESTRACK-Netzwerks zur Verfügung zu stellen, denn es müssen auch andere Missionen auf die Antennen zugreifen, außerdem ist nur ein kleiner Teil des Himmels überlappend von zwei Antennen beobachtbar.

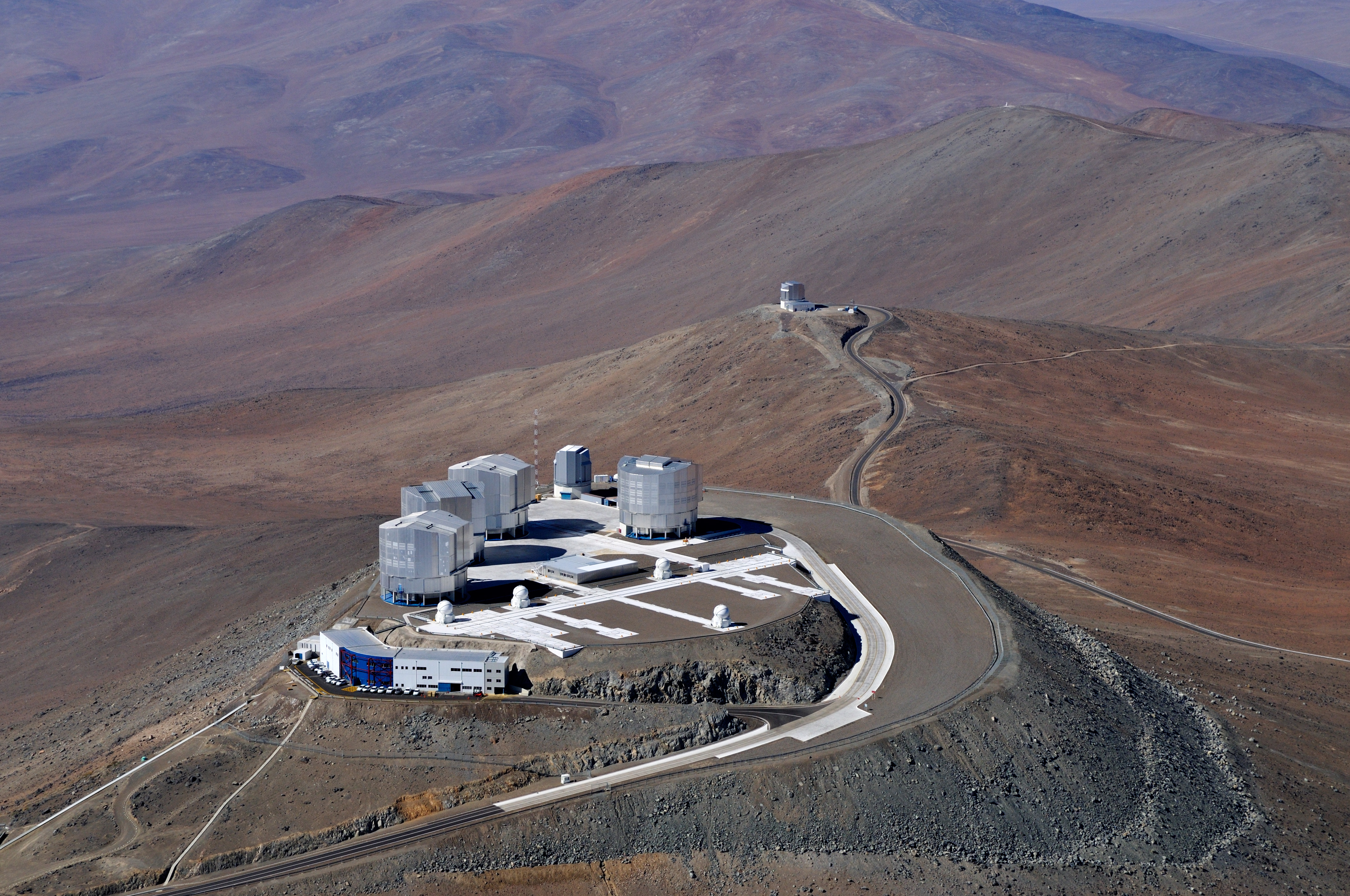
Eines der Tracking-Teleskope steht im Paranal-Observatorium in Chile
(VST am hinteren Ende des Bergplateaus)

Dieses Problem wird durch die Ground-Based-Optical-Tracking-Einheit (GBOT) gelöst: Während der gesamten Missionszeit blickten regelmäßig optische Teleskope auf die Sonde und verzeichnen deren Position und den Zeitpunkt, sodass für jeden beliebigen Zeitpunkt die genaue Position der Sonde berechnet werden kann. Dieses Verfahren wurde vor dem Start erfolgreich an der deutlich kleineren WMAP-Sonde und am Planck-Weltraumteleskop getestet, die beide bei L2 operierten. Die Position wird relativ zu den Bezugssternen ausgewertet. Da deren Positionen, Parallaxen und Bewegungen erst nach der Beobachtung und Auswertung genauer bekannt werden, wird die Positionsbestimmung mit verbesserten Daten rekursiv wiederholt: Die genauere Positionsbestimmung der Sonde verbessert wiederum die Genauigkeit der Positionsmessungen der Bezugssterne und so weiter. GBOT konnte die Sonde in einer Zeit von fünf bis sieben Tagen während Vollmond nicht beobachten, da der Mond von der Erde aus in dieser Zeit in Richtung L2 steht und Gaia überstrahlt. In dieser Zeit konnten Delta-DOR-Messungen die Lücken kompensieren, sodass es keine Einbußen in der Datenqualität der Positionsdaten gibt. ESOC wertete sowohl die Radiomessungen, als auch die Beobachtungen von GBOT zur Bahnrekonstruktion aus.
Zu den Tracking-Teleskopen gehörten das 2,5-m-VLT-Survey-Teleskop (VST) der ESO auf dem Paranal in Chile, das 2-m-Liverpool-Teleskop auf Roque de los Muchachos, La Palma, Spanien, und die 2-m-Teleskope Faulkes-North und -South des Haleakalā-Observatoriums auf Maui Island (Hawaii, USA) bzw. des Siding-Spring-Observatoriums in Australien. Diese Teleskope arbeiten teilweise automatisiert. Einige von ihnen waren auch im „Gaia Follow-up Network for Solar System Objects“ (Gaia-FUN-SSO) an der Verfolgung der Bahnen von neu gefundenen Objekten des Sonnensystems beteiligt.

### Ende der nominalen Mission
Bis zum 16. Juli 2019, dem 1817. Tag und Ende der nominalen Missionsdauer, wurden 129.705.110.100 Objekte von den Sensoren erfasst, dabei gab es 1.278.521.799.553 astrometrische Messungen durch die 62 astrometrischen und die 14 Skymapper-CCDs. Es gab 258.759.786.958 fotometrische Messungen durch die 14 blauen und roten Photometer-CCDs. Das RVS-Instrument zur Berechnung der Radialgeschwindigkeit verzeichnete 25.125.452.190 Spektren und 8.394.259.584 Objekte.

### Gary-Whitehead-Manöver
Am 16. Juli 2019, ein Tag nach Ende der nominalen Betriebsdauer, wurde die Sonde mit dem größten Korrekturmanöver seit der Startphase in eine andere Umlaufbahn gebracht. Bei Beibehaltung des bisherigen Kurses wäre die Sonde im August und September 2019 in den Erdschatten eingetreten. In diesem Fall wäre die Stromversorgung und damit die Kommunikation und der Forschungsbetrieb unterbrochen worden. Die dadurch verursachten Temperaturänderungen hätten für mehrere Wochen negative Auswirkungen auf den Wissenschaftsbetrieb gehabt. Das Manöver wurde nach Gary Whitehead benannt, einem kurz zuvor verstorbenen Mitglied des Kontrollteams. Das Manöver benutzte eine besondere Kombination der Steuerdüsen, bei der zu jeder Zeit die Orientierung der Sonde zur Sonne gleich bleibt, sodass das Sonnenlicht nicht auf den kalten Teil der Sonde oder die empfindlichen Sensoren fällt und die Solarzellen ihre Ausrichtung beibehalten. Zugleich wurde diese Gelegenheit für umfangreiche Tests diverser Systeme und für Kalibrierungen genutzt, die sonst den Wissenschaftsbetrieb unterbrochen hätten. Insgesamt wurden die Steuerdüsen neunmal gezündet, um eine Geschwindigkeitsänderung von insgesamt 14 m/s zu erreichen. In der neuen Umlaufbahn bestand bis zum Ende der Mission keine Gefahr in den Erdschatten einzutreten. Das Korrekturmanöver zog sich mit mehreren kurzen Brennphasen über einen ganzen Tag hin, damit sich der Treibstoff immer wieder gleichmäßig in den Tanks verteilen konnte, dabei wurden 10 kg Treibstoff verbraucht. Im Anschluss an das Manöver wurde Gaia für ein Jahr in Reverse-precession scanning law betrieben. Dabei präzediert die Drehachse in Gegenrichtung, was die Kondition der astrometrischen Lösung verbessert.

### Missionsverlängerungen
Die mitgeführten Treibstoffe reichten über die nominale Missionsdauer von 5 Jahren + ½ Jahr für die Testphase bis zum 25. Juli 2019 hinaus. Die Mission wurde vom Science Programme Committee (SPC) der ESA auf 2020, dann auf 2022 verlängert. Am 13. November 2020 wurde die Mission ein letztes Mal bis zum Treibstoffende, maximal bis Dezember 2025 verlängert, diese Entscheidung wurde Ende 2022 bei der ESA-Ministerkonferenz bestätigt.
Bis zum 15. Januar 2025, dem 3447. und letzten Tag seit dem Beginn der wissenschaftlichen Datensammlung am 25. Juli 2014 wurden 267.356.167.925 Objekte von den Sensoren erfasst, dabei gab es 2.635.367.940.969  astrometrische Messungen durch die 62 astrometrischen und die 14 Skymapper-CCDs. Es gab 530.852.459.518 photometrische Messungen durch die 14 blauen und roten Photometer-CCDs. Das RVS-Instrument zur Berechnung der Radialgeschwindigkeit verzeichnete 52.066.956.051 Spektren von 17.476.697.079 Objekten. Insgesamt gab es 3.218.287.356.538, also mehr als 3,2 Billionen astrometrische, photometrische und spektroskopische Messungen. Ein Objekt in diesem Sinn der Datenverarbeitung der Gaia-Mission ist dabei definiert als ein mehrere Pixel großes Fenster, das auch mehrere beieinanderliegende oder überlagernde Lichtquellen wie z. B. Sterne, Galaxien, Quasare und Asteroiden gleichzeitig enthalten konnte.

### Abschließende Technologietests und Missionsende
Am 15. Januar 2025 endete die wissenschaftlichen Datenaufnahme, die Kaltgasvorräte waren nahezu aufgebraucht. Nach dem 15. Januar 2025 starteten noch einmal umfangreiche Technologietests. Diese Tests hätten während des Wissenschaftsbetriebs das thermische Gleichgewicht für längere Zeit gestört und wurden daher an das Ende der Mission gelegt. Das Verhalten der Instrumente, der Sensoren, der Technologie und des Raumfahrzeugs sollte noch einmal ausgiebig getestet werden, um mehr Daten zu gewinnen und die Kalibrierung für die weiteren Veröffentlichungen weiter zu verbessern. Die so gewonnenen Erkenntnisse sollen in die Entwicklung zukünftiger Missionen einfließen, beispielsweise einer Gaia-NIR-Mission. Einige der Technologien von Gaia wurden bereits bei neueren Missionen wiederverwendet.
Die Tests sollen herausfinden, welche Faktoren die periodischen Veränderungen des Basiswinkels zwischen den beiden Teleskopen verursachten, um diese in Zukunft zu verhindern oder zu minimieren. Getestet wurde auch die Veränderung des Winkels der Rotationsachse zur Sonne. Der Winkel des Sonnenschilds zur Sonne wurde in einem Bereich von 0° bis 45° getestet, ebenso unterschiedliche Rotationsgeschwindigkeiten bei diesen abweichenden Winkeln. Diese Änderung machte Gaia von der Erde aus leichter zu beobachten. Die Helligkeit erhöhte sich um mehrere Magnituden. Es wurde untersucht, wie lange es unter verschiedenen Winkeln und Drehgeschwindigkeiten dauert, bis sich das thermische Gleichgewicht wieder einstellt. Es wurde weiterhin untersucht, ob der am 18. Februar 2018 ausgefallene Sender wieder in Betrieb genommen werden kann, und ob sich mit Tests die Ursache für den Ausfall ermitteln lässt.
Getestet wurde auch die Phased-Array-Antenne, die während der gesamten Mission immer in einer bestimmten Weise genutzt wurde. Die Tests untersuchen unter anderem einen Torus-Modus, bei dem die Abstrahlung des Radiosignals ringförmig und nicht kegelförmig erfolgt.
Nach dem Ende der Tests verließ Gaia die Lissajousbahn um den Erde-Sonne-Lagrange-Punkt L2 und wurde auf einen Friedhofsorbit gelenkt und anschließend passiviert. Am 27. März 2025 wurden die Bordsysteme abgeschaltet.

## Technische Grenzen

### Begrenzte Rechenkapazität

Bildstreifen aus den sieben Skymapper-Sensoren vom Sagittarius I – Bulge der Milchstraße mit ungefähr 2,8 Millionen Sternen

Himmelsregionen mit sehr hoher Sternendichte wie benachbarte Galaxien und die dichtesten Bereiche der Milchstraße wie das Baade’sche Fenster mit sehr vielen Objekten auf kleinem Raum stellten ein Problem für die interne Datenverarbeitung dar. Obwohl die sondeneigenen Recheneinheiten eine hohe Leistung hatten, so war doch die Zahl der verarbeitbaren Objekte pro Zeitspanne begrenzt. Hellere Objekte wurden automatisch priorisiert, sodass die Daten von lichtschwächeren Objekten verloren gingen. Gaia untersuchte diese Regionen jedoch mehrfach mit unterschiedlichen Vorgaben und konnte dabei jedes Mal weitere neu entdeckte Objekte aufzeichnen. Für die dichtesten Bereiche gab es eine Begrenzung von 1.050.000 Objekten pro Quadratgrad.
Für diese sehr dichten Gebiete gab es jedoch eine zweite Art der Auswertung, dabei wurden die Sensordaten der Skymapper direkt aus dem RAM der sieben VPU ausgelesen und bildeten fortlaufende Streifen, die alle Objekte aus dem Bereich eines der beiden Teleskope enthalten, auch solche, die außerhalb der Magnitudengrenzen liegen. Diese Form des Zugriffs konnte gleichzeitig während der üblichen Objekterfassung laufen, ohne diese zu beeinflussen. Diese Daten ähneln einer Fotografie und enthalten keinerlei Positionen, Farben oder Kalibrierungen. Diese Daten aus den Bildstreifen müssen mit einem komplett anderen Prozess ausgewertet werden und wurden bei Gaia DR3 noch nicht berücksichtigt. Die so behandelten Himmelsbereiche sind Omega Centauri, Baades Fenster, Sagittarius I Bulge, Kleine Magellansche Wolke, Große Magellansche Wolke, Messier 22, Messier 4, 47 Tucanae und NGC 4372. Mit den Skymappern gelang auch eine Aufnahme des James-Web-Teleskops. Die erste Auswertung dieser Aufnahmen von Omega Centauri wurden mit Gaia Focused Product Release (Gaia FPR) am 10. Oktober 2023 veröffentlicht, dabei wurden 526.587 neue Sterne verzeichnet. Für diese Auswertung ist nur eine allgemeine G-Magnitude mit einer allgemeinen Kalibrierung möglich, dabei wird eine näherungsweise Farbkalibrierung anhand von Durchschnittsdaten (Pseudofarbe) angewendet.

### Begrenzte Downlink-Kapazität
Gaia produziert eine variable Menge an Daten, die vom europäischen 35-m-Antennennetz ESTRACK empfangen werden müssen. Von allen Missionen stellte Gaia die höchsten Anforderungen an das Antennennetz. Regionen mit wenigen Sternen verursachen weniger Daten, Regionen mit vielen Sternen produzieren mehr Daten. Die tägliche Auslastung wurde vorausgeplant, um die benötigte Antennenzeit optimal zu nutzen. Die ESA erweiterte zwar die Empfangskapazitäten der Anlagen auf bis zu 8,7 Mbit/s, trotzdem reichen alle drei Antennen nicht aus, wenn Regionen mit besonders hoher Sternendichte ausgewertet werden mussten. Zu manchen Zeiten, etwa wenn das Sichtfeld nahe der galaktischen Ebene lag, wurde sogar die Datenmenge, die von allen drei Stationen gemeinsam empfangen werden konnte überschritten. Da der Himmel mehrfach durchmustert wird, wurde durch ein intelligentes Datenraster entschieden, welche der weniger bedeutsamen Daten gelöscht wurden.

### Gesättigte Sensoren
Bei Objekten, die heller als eine Magnitude von 3 waren, konnten die Sensoren keine genauen Werte mehr ausgeben. Es gibt nur ungefähr 300 dieser sehr hellen Objekte mit Magnitude 3 oder heller. Es gab andere Möglichkeiten, die benötigten Daten für diese Objekte zu gewinnen, sodass der endgültige Sternenkatalog auch für diese Objekte vollständig sein wird. Die Skymapper-CCDs sind weniger empfindlich, sodass diese Daten für die Auswertung von hellen Objekten herangezogen werden können. Objekte mit einer Magnitude von G ≤ 6 haben generell höhere Messunsicherheiten.

### Schäden an den Sensoren durch Strahlung
Die Sensoren unterlagen einer unvermeidbaren Alterung durch kosmische Strahlung. Partikel können beim Auftreffen auf die Sensoren dauerhafte Schäden verursachen, die sich durch Hotpixel oder kompletten Ausfall einzelner Pixel oder ganzer Reihen von Pixeln zeigen. Die Software konnte defekte Pixel erkennen und von der Datenverarbeitung ausnehmen. Es bestand genügend Redundanz, sodass während der geplanten Lebensdauer der Sonde die korrekte Funktion beibehalten werden konnte. Die meisten Partikel des Sonnenwinds konnten vom Sonnenschild ferngehalten werden, die verbleibenden Anteile waren mehrheitlich hochenergetische galaktische oder extragalaktische Partikel aus anderen Richtungen. Die Sonnenaktivität und damit die Strahlungsbelastung war zu Beginn der Mission unterdurchschnittlich, was sich positiv auf die Alterung auswirkte. Das Problem war in der Realität ungefähr um einen Faktor 10 niedriger als die prognostizierten Werte.

## Probleme
Insgesamt funktionierten die Systeme der Sonde und die Qualität der wissenschaftlichen Daten lag im Rahmen der Erwartungen. Es traten jedoch einige kleinere Störungen und Einschränkungen in für so komplexe Raumfahrtmissionen üblichem Umfang auf. Keines der aufgetretenen Probleme war so gravierend, dass das Erreichen der Missionsziele in Gefahr kam.

### Streulicht
Kurz nach dem Start wurden Streulichtprobleme an Gaia entdeckt. Licht der Sonne fand über Umwege einen Weg in die Optik des Teleskops. Nachdem zuerst Eisablagerungen am Rand des Sonnenschildes im Verdacht standen, stellte sich heraus, dass zum einen die im Sonnenschild verarbeiteten Aramid-Fasern den Rand des Schildes an einigen Stellen überragen und hier Lichtstreuung verursachen und zum anderen auch Licht durch Beugung am Rand des Sonnenschildes – und anschließende mehrfache Reflexionen an den Oberflächen der Sonde – in die Teleskopöffnungen gelangt. Durch diesen Fehler ergaben sich leichte Beeinträchtigungen der Beobachtung der lichtschwächsten Sterne. Insbesondere die Magnitudenmessung der lichtschwächsten Objekte litten in der Genauigkeit, außerdem wurden die Spektralmessungen leicht beeinflusst.

### Eisablagerungen
Kurz nach dem Start wurde entdeckt, dass die Sterne in Gaias Detektoren scheinbar schnell lichtschwächer wurden. Als Ursache wurde rasch ein Niederschlag von Eiskristallen auf den Teleskopspiegeln vermutet. Dies wurde schon nach wenigen Wochen durch die probeweise Aufheizung eines Spiegels bewiesen: Der Lichtverlust verschwand genau bei Erreichen der vorausgesagten Temperatur. Von Februar bis September 2014 wurden die Gaia-Teleskope insgesamt vier Mal aufgeheizt, um den wiederkehrenden Niederschlag zu beseitigen. Nach jeder Heizperiode mussten die Komponenten wieder abkühlen und die Spiegel neu ausgerichtet werden, in dieser Zeit liefert Gaia die Daten nicht in der gewohnten Qualität. Es dauerte jedes Mal länger bis zur Wiederkehr der Eiskristalle. Vermutlich war die Ursache der Kontamination von der Erde mitgebrachte Feuchtigkeit im warmen Versorgungsteil des Raumfahrzeugs und Feuchtigkeit, die in den kohlenstofffaserverstärkten Komponenten eingeschlossen war und langsam freigesetzt wurde. Dieses Problem bedingte einen zeitweisen Lichtverlust und, während und nach den Aufheizphasen, einen gewissen Verlust an Missionszeit und Gleichmäßigkeit der Himmelsüberdeckung, was aber Missionsziele nicht beeinflussen konnte. 2015 und 2016 wurden die Spiegel ein fünftes und sechstes Mal aufgeheizt. Beeinträchtigt wurden damit vor allem die Ergebnisse der Photometer und des RVS bei lichtschwachen Objekten.

### Sechs-Stunden-Oszillation der Teleskop-Geometrie
Das an Bord befindliche Interferometer zur Kontrolle der sehr wichtigen geometrischen Stabilität der Instrumente zeigte von Beginn an eine periodische Variation des Winkels zwischen den beiden Teleskopen von etwa einer Millibogensekunde. Diese Oszillation war stets vorhanden, solange Gaia mit der geplanten 6-Stunden-Periode rotierte. Die Schwingung um eine Millibogensekunde entspricht einer gegenseitigen Verdrehung der beiden Teleskope von nur einigen Nanometern. Sie ist sehr präzise periodisch und war streng mit der Orientierung von Gaia relativ zur Sonne verbunden. Die Gaia-Astronomen erwarten, dass der Effekt deshalb sehr genau kalibriert und damit aus den Messungen herausgerechnet werden kann.

### Defekte Düse
In der Testphase zeigte sich, dass sich an den chemischen Triebwerken das Ventil der Düse 3B nicht öffnen lässt. Für den Rest der Mission wurde daraufhin dauerhaft auf die redundante Düse 3A umgeschaltet und die Steuerungssoftware entsprechend modifiziert. Für diese Düse gab es seitdem keine unmittelbare Redundanz mehr. Für den Fall dass auch 3A ausfällt, hätte man jedoch die übrigen Düsen so einsetzen können, dass die Funktion der fehlenden Düse ersetzt wird.

### Tracking
Zur exakten Positionsbestimmung wurde Gaia während der Beobachtungsphasen regelmäßig mit Teleskopen beobachtet. Als Gaia an ihrer Zielposition angekommen war, stellte sich heraus, dass sie von der Erde aus gesehen am unteren Ende des erwarteten Helligkeitsbereichs war. Gaia war im Wissenschaftsbetrieb mit einer Magnitude zwischen 20 mag und 21,2 mag mehr als zwei Magnituden lichtschwächer als die kleineren Sonden WMAP und Planck. Die Ground-Based-Optical-Tracking-Einheit (GBOT), musste die Reihenfolge des Trackings anpassen und in manchen Fällen andere Teleskope einsetzen. Waren ursprünglich 1- bis 2-Meter-Teleskope eingeplant, so wurden dann 2- bis 3-Meter-Teleskope eingesetzt.

### Ausfall eines Hauptsenders
Die Hauptantenne wurde insgesamt sechsmal von der automatischen Fehlererkennung abgeschaltet: am 16. Dezember 2014, 27. Januar 2015, 30. September 2016, 21. November 2016, 29. November 2016 und 8. Dezember 2016 und konnte jedes Mal wieder in den regulären Betrieb gehen. Die Ereignisse führten zu Temperaturschwankungen mit Auswirkung auf die Nutzlast und die Stabilität des Grundwinkels zwischen beiden Teleskopen. Am 18. Februar 2018 wechselte Gaia nach Fehlermeldungen in den Sicherheitsbetrieb und zur Notfallkommunikation über die Niedergewinn-Antennen. Ursache war der Ausfall von einem der beiden Hauptsender. Der Betrieb wurde daraufhin auf den zweiten Sender umgestellt und die Wissenschaftsmission konnte fortgesetzt werden. Die Ursache für den Senderausfall war bei Bekanntgabe noch ungeklärt und konnte auch während der restlichen Missionszeit nicht ermittelt werden.

### Störung in der Speichereinheit
Während der Mission schaltete sich der Datenspeicherkontroller vier Mal ab, am 5. April 2015, 29. April 2015, 29. November und 12. August 2016. Jedes Mal konnte die Speichereinheit wieder in Betrieb genommen werden, aber eine gewisse Menge an Wissenschaftsdaten konnten in dieser Zeit nicht gespeichert werden.

### Sternsensoren
Am 29. Oktober 2015 wechselte die Lagekontrolle automatisch vom Sternsensor 1 auf Sternsensor 2. Noch am selben Tag konnte man wieder auf den ersten Sternsensor umschalten. Nach Analyse fand man drei Sterne im Katalog mit lichtschwachen Nachbarn, die nicht im Katalog verzeichnet waren, die zu Fehlerkennungen führten. Am 20. April 2017 wurde der Katalog von Sternsensor 1 aktualisiert, dabei wurden die drei problematischen Objekte entfernt.

### Schaden durch Mikrometeoriteneinschlag und Sonnensturm
Im April 2024 wurde die Außenhülle durch einen Mikrometeoriten durchschlagen. Durch das Loch drang in bestimmten Situationen Sonnenlicht auf die Sensoren.
Ein Sonnensturm war vermutlich die Ursache für den Ausfall der Elektronik eines der Sensoren. Die ansonsten sehr zuverlässig arbeitenden Sensoren waren zum ersten Mal von einem technischen Problem betroffen. Die Daten des Sensors wurden genutzt, um Sternbeobachtungen von Artefakten durch Weltraumstrahlung auf den Sensoren zu unterscheiden und die Artefakte von der Weiterverarbeitung und dem Downlink auszusortieren. In der Folge wurde dieser Prozess gestört und eine große Zahl an Artefakten wurde fälschlicherweise als reguläre Objekte erkannt. Die große Anzahl der Objekte konnte nicht mehr zur Erde gefunkt werden. Die brauchbaren Daten drohten zusammen mit den Artefakten gelöscht zu werden. Zur Lösung des Problems wurde die Empfindlichkeit des zugehörigen Skymappersensors schrittweise herabgesetzt und somit die Zahl der erkannten Artefakte drastisch reduziert. Dieses ermöglichte den Weiterbetrieb der Videoverarbeitungseinheit (VPU) für die gesamte Detektorreihe um den Preis einer reduzierten Ausbeute an wissenschaftlichen Daten. Die Unterbrechung des nominalen Betriebes durch den Ausfall wurde ein letztes Mal genutzt, um die Teleskope zu fokussieren und zu kalibrieren.

## Data Processing & Analysis Consortium (DPAC)
Die Verarbeitung der Datenmengen durch die erdbasierten Computersysteme war eine Herausforderung. Anders als bei anderen Missionen sind die Rohdaten ohne weitere Behandlung nicht nutzbar. Die ESA musste zusammen mit DPAC neue Software entwickeln, damit die gewonnenen Daten am Boden effizient verarbeitet, archiviert und für die Nutzung aufbereitet werden konnten.
Die Daten vom Antennennetzwerk wurden zuerst im ESAC gebündelt, verarbeitet und archiviert und dann zur wissenschaftlichen Aufbereitung durch das „Data Processing & Analysis Consortium“ (DPAC) zur Verfügung gestellt. DPAC ist eine in neun Arbeitsgruppen, genannt Coordination Units (CUs), organisierte Gemeinschaft von Astronomen, Ingenieuren und Softwarespezialisten, die auch für die Kalibrierung der Sonde zuständig ist. Das Zentrum von DPAC mit der zentralen Bündelung aller Daten befindet sich in Villafranca del Castillo in Spanien und wird von der ESA bereitgestellt und unterhalten.
Die Datenverarbeitung geschieht in mehreren Phasen unter Anwendung verschiedener Prozeduren, die unter den Arbeitsgruppen aufgeteilt sind. Ein Teil der Prozeduren geschah mit der täglichen Datenmenge, ein Teil mit Daten, die ein gesamtes Datensegment über mehrere Monate umfassen und ein Teil verwendet Daten aus mehreren Datensegmenten. Einige Prozeduren werden rekursiv durchlaufen.
Die Sonde produzierte während der nominalen Missionsdauer von fünf Jahren eine Datenmenge von insgesamt über einem Petabyte, was der Datenkapazität von 1,5 Millionen CD-ROMs oder 200.000 DVDs entspricht. Die Kosten für die Weiterverarbeitung der Daten durch DPAC werden aus den nationalen Budgets getragen, nicht von der ESA.

### Standorte
Die Datenaufbereitung geschieht an sechs Standorten in verschiedenen Ländern durch ein Team von ungefähr 450 Wissenschaftlern und Entwicklern mit eigenen Datenzentren in Villafranca, Barcelona, Cambridge, Genf, Turin und CNES in Toulouse. Das CNES-Datenzentrum in Toulouse speichert einen kompletten Datensatz aller Gaia-Daten als Sicherheitskopie an einem anderen Ort. Weitere Teams von Wissenschaftlern und Entwicklern entwickeln an verschiedenen Standorten computergestützte Methoden, mit denen sich die Aufgaben der CUs bewältigen lassen. Die einzelnen Standorte haben ihre eigenen Finanzmittel und treffen eigene Entscheidungen, auf welche Weise sie ihre Aufgaben erfüllen und welche Ausstattung sie dazu einsetzen.

### Arbeitsgruppen
Die erste Gruppe, CU1, ist zuständig für die Softwareentwicklung und Ausarbeitung der Strategie für die Datenverarbeitung. Die zweite Einheit, CU2, ist zuständig für die Simulationen, die nötig waren, um die Software vor dem Einsatz zu testen und den Umgang damit einzuüben. CU1 und CU2 waren schon in sehr frühen Phasen des Projekts aktiv, während die übrigen CUs erst nach dem Start der Sonde und der Ankunft der ersten Daten ihre Arbeit in vollem Umfang aufnehmen konnten.
Drei Einheiten sind zuständig für die weitere Datenverarbeitung der Astronomiedaten der verschiedenen Detektoren. CU3 kümmert sich um die astrometrischen Daten, die Position und Bewegungsrichtung von Objekten am Himmel. Für diese Aufgaben wird der größte Teil der Rechenkapazitäten benötigt. CU3 übernimmt den Weg vom Empfang der rohen Telemetriedaten bis hin zur astrometrischen Lösung, ebenso wie eine erste Sichtung des Materials (First Look), und gibt die Science-Alerts aus. CU5 konzentriert sich auf die photometrischen Daten. CU6 verarbeitet die spektroskopischen Daten und bestimmt daraus Radialgeschwindigkeiten und Zusammensetzungen.
Weitere Teams arbeiten an der Auswertung der gewonnenen Daten. Objekte des Sonnensystems, Doppelsterne, Exoplaneten und extragalaktische Objekte werden von CU4 untersucht. Variable Sterne werden von CU7 untersucht, CU8 teilt alle beobachteten Objekte in bestimmte Klassen ein.
CU9 hat die Aufgabe, die Daten für die Veröffentlichung zu verifizieren und vorzubereiten, sowie die vorläufigen Kataloge und den endgültigen Katalog zu veröffentlichen, Software und Interface für die Bereitstellung der Daten zu entwickeln und die zugehörigen Server zu betreuen. CU9 wird auch nach dem Betriebsende von Gaia auf unbestimmte Zeit weiterarbeiten, auch nachdem die Daten komplett verarbeitet und alle übrigen Gruppen obsolet geworden sind. CU9 soll auch in Zukunft noch neue Methoden entwickeln, mit denen die Daten nach neuen oder zusätzlichen Kriterien ausgewertet werden können.

## Ergebnisse

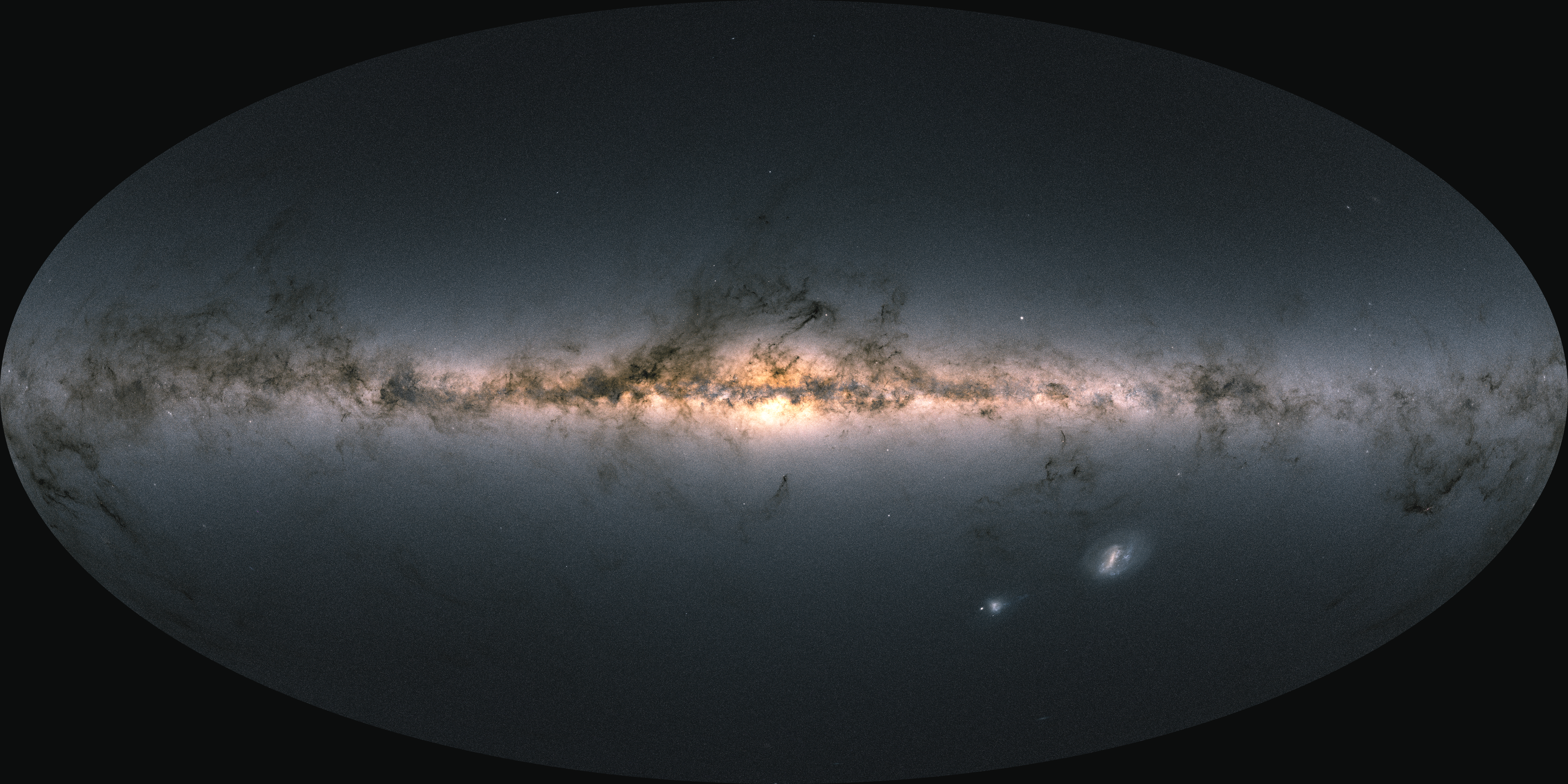
Dichtekarte der Objekte vom 3. Dezember 2020. Es ist kein Foto, sondern eine Karte, bei der jeder helle Punkt ein gefundenes Objekt ist. Rechts unterhalb der Milchstraße die Sterne der Magellanschen Wolken. Es sind keine Sonnensystemobjekte enthalten.

Anders als bei der Hipparcos-Mission gibt es keine speziellen Rechte an den Daten. Alle Ergebnisse der Mission sollen in mehreren Schritten veröffentlicht werden, und es werden keine Beschränkungen in der Nutzung der Daten auferlegt. Alle veröffentlichten Daten sind aus dem Gaia-Archiv über das Internet abrufbar.
Bereits vor den ersten großen Veröffentlichungen wurden sogenannte Science Alerts für bestimmte Objekte ausgegeben, wenn es einen besonderen Grund dafür gab, dass Astronomen ein bestimmtes Objekt sofort beobachten sollten. Solche Ereignisse sind z. B. Okkultationen, der Beginn einer Supernova, Entdeckung von erdnahen Asteroiden etc. Seit September 2014 beobachtete Gaia Supernovae in anderen Galaxien. Im Juli 2015 wurde eine erste Karte der Sterndichte veröffentlicht.
In der Planungsphase der Mission waren jährliche Veröffentlichungen geplant, aber diese Frequenz konnte nicht eingehalten werden. Die Ausgangsmodelle sagten für Gaia ungefähr eine Milliarde beobachtbare Objekte mit einer Magnitude von 20 oder heller voraus. Der zweite Gaiakatalog übertraf die Prognosen bereits erheblich. Mit steigender Zahl der Objekte erhöht sich der Rechenbedarf überproportional, die Rechenmodelle mussten verändert werden und die Veröffentlichungspläne erwiesen sich als zu optimistisch und mussten mehrfach nach hinten verschoben werden.

### Indexierung der Objekte

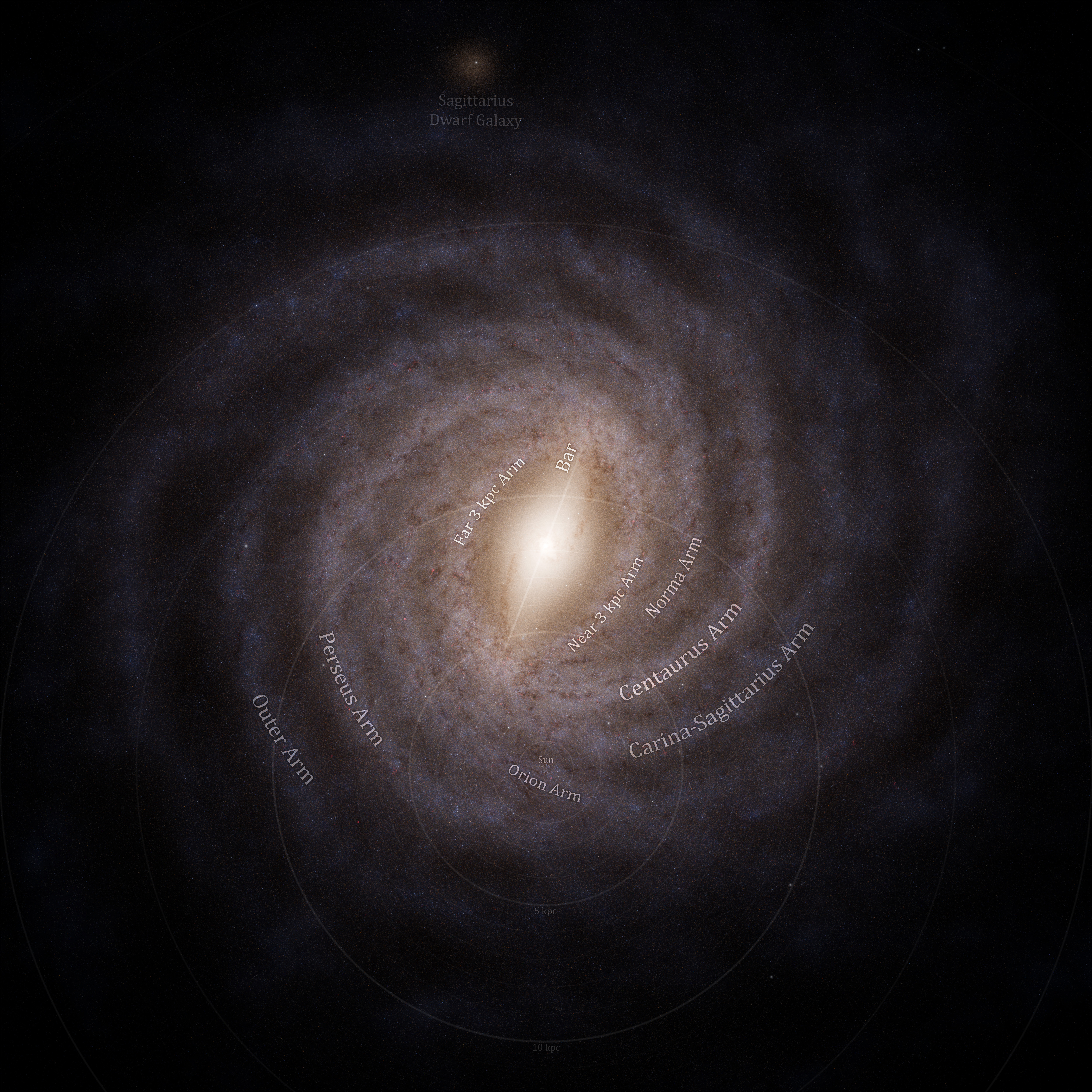
Die Milchstraße in künstlerischer Darstellung, rekonstruiert anhand der Daten von Gaia.

Die Objekte der Gaia-Kataloge erhalten eine eindeutige Identifikationsnummer (ID). Da die einzelnen Releases untereinander unabhängig sind, können sich diese IDs zwischen den einzelnen Veröffentlichungen ändern. Eine eindeutige Angabe der Objekte ist nur möglich durch Angabe des verwendeten Daten Releases zusammen mit der ID (z. B. Gaia DR2 2123836077760594432).

### Gaia Data Release 1
Am 14. September 2016 wurden mit Gaia DR1 die ersten Datensätze als Ergebnis von 14 Monaten Beobachtungszeit veröffentlicht. Die Ergebnisse von DR1 sind: Position und G-Band-Magnitude (zwei Parameter) für 1,1 Milliarden Sterne, 400 Millionen davon waren vorher nicht katalogisiert. Position, Magnitude, Parallaxe (Entfernung) und Winkelgeschwindigkeit für mehr als 2 Millionen Sterne unter Verwendung von Tycho-Gaia Astrometric Solution (TGAS, fünf Parameter). Dabei wurden Positionsdaten aus dem Hipparcos-Katalog und dem Tycho-2-Katalog einbezogen und zusammen mit den Positionen von Gaia für die Berechnung der Winkelgeschwindigkeiten genutzt. Intensitätskurven und spezifische Eigenschaften von ausgewählten veränderlichen Sternen, davon 2595 RR-Lyrae-Sterne und 599 Cepheiden. Position und Magnitude für mehr als 2000 Quasare im GCRF1-Unterkatalog.
Im 2,4 Millionen Lichtjahre entfernten Dreiecksnebel M33 konnte Gaia ungefähr 40.000 der hellsten von den geschätzten 40 Milliarden Sternen dieser Galaxie verzeichnen. Die erste Veröffentlichung mit 1,1 Milliarden Objekten übertraf trotz Beobachtungslücken die Erwartung von ca. 1 Milliarde Objekten bereits um zehn Prozent.

#### Initial Gaia Source List (IGSL)
Gaia soll letztlich einen komplett auf eigenen Daten beruhenden Katalog liefern. Um jedoch die Daten einem Objekt zuordnen zu können und um die Einträge mit den Objekten aus anderen Sternenkatalogen abzugleichen, wurde ein anfänglicher Katalog von 1.222.598.530 Objekten mit dem Namen The Initial Gaia Source List (IGSL) V. 3.0 aus mehreren früheren Katalogen zusammengestellt.
Bisherige Kataloge zur Kalibrierung der Magnituden konnten nicht verwendet werden, da die meisten dieser Objekte für die Erfassung mit Gaia zu hell sind. Aus diesem Grund enthält der IGSL-Katalog den „Gaia Spectrophotometric Standard Star Catalog“, eine Liste von ca. 200 Sternen für die photometrische Kalibrierung.

### Gaia Data Release 2
Der Gaia-DR2-Katalog vom 25. April 2018 basiert auf 22 Monaten Beobachtungszeit und enthält knapp 1,7 Milliarden Objekte. Circa 350 Millionen Objekte davon haben nur eine Position und eine G-Band-Magnitude (zwei Parameter), die übrigen rund 1,3 Mrd. Objekte haben zusätzlich Angaben zur Parallaxe und zur Winkelgeschwindigkeit (fünf Parameter). Etwa 1,3 Milliarden Objekte haben Werte des roten und des blauen Photometers und für 7,2 Millionen Objekte gibt es eine Radialgeschwindigkeit. Enthalten sind 550.000 veränderliche Sterne mit Lichtkurven und ungefähr ebenso viele Quasare, die den Gaia Celestial Reference Frame 2 als Bezugsrahmen bilden. Rund 160 Millionen Objekte haben Werte zur effektiven Temperatur, 87 Millionen haben Werte zu Extinktion und Rotverschiebung, 76 Millionen haben Angaben zu Radius und Leuchtkraft. Zusätzlich sind 14.000 Asteroiden mit Bahndaten enthalten. In diesem Katalog wurde die IGSL durch die Objekteliste der Hauptdatenbank ersetzt, daher bekamen viele Objekt gegenüber DR1 neue IDs.
Es erschienen durchschnittlich drei bis vier wissenschaftliche Veröffentlichungen täglich, die auf Gaia-DR2-Daten basieren. DR2 enthält viele neu entdeckte Weiße Zwerge und die Modelle zur Entwicklung von Weißen Zwergen wurden verbessert. So konnte bewiesen werden, dass Weiße Zwerge beim Abkühlen einen festen Kern entwickeln und dass dieser Prozess die Abkühlung verlangsamt, was wiederum Auswirkung auf die Altersbestimmung hat. Mit den Daten von DR2 konnte man mehr über die Vergangenheit der Milchstraße herausfinden und über deren Interaktion mit anderen Galaxien. DR2 konnte die Rotationsbewegungen von hellen Sternen innerhalb Andromeda und im Dreiecksnebel messen. Die Modelle über die Bewegung von Andromeda und Dreiecksnebel in Richtung Milchstraße wurden verbessert. Bisherige Sternhaufen wurden besser eingegrenzt oder neu definiert und einige bisher als geschlossene Sternhaufen bekannte Objekte wurden als perspektivische Anhäufung von Sternen erkannt, die nicht zusammen gehören. Seither wurden 2000 zuvor nicht erkannte Sternenhaufen und Sterngruppen identifiziert, außerdem wurde erkannt, dass neu geformte Sterne aus derselben Region kettenartige Strukturen bilden und über große Zeiträume ein ähnliches Bewegungsmuster beibehalten. Ein Forscherteam benutzte Daten des Hubble-Teleskops zusammen mit denen von DR2 zur Bestimmung der Masse der Milchstraße und kam auf ein Ergebnis von rund 1500 Milliarden Sonnenmassen. Eine Studie konnte die schon länger bestehende Hypothese, dass die Milchstraße eine Balkengalaxie ist, mit direkten Messungen und Zuordnung von Sternen zum Balken erhärten.

### Gaia Data Release 3
Die Daten des Gaia-DR3-Katalogs beruhen auf einer Beobachtungszeit von 34 Monaten und wurde am 13. Juni 2022 freigegeben. Es war absehbar, dass die Teile von DR3 zu unterschiedlichen Zeiten veröffentlichungsreif sind. Die Veröffentlichung wurde aufgeteilt, damit die Daten so früh wie möglich der Wissenschaft zur Verfügung stehen.
Der erste Teil unter dem Namen Gaia Early Data Release 3 oder Gaia EDR3 erschien am 3. Dezember 2020 und enthält etwa 1,8 Mrd. Objekte, verbesserte Astrometrie und Photometrie, Sternörter, Parallaxen, Eigenbewegung und Drei-Band-Photometrie. Circa 1,6 Millionen Quasare sind im GCRF3-Unterkatalog enthalten, außerdem der Gaia Catalogue of Nearby Stars mit Objekten im Umkreis von 100 pc um das Sonnensystem.
Anhand Gaia EDR3 war es zum ersten Mal möglich, den Einfluss des galaktischen Zentrums auf das Sonnensystem zu erfassen. Mit Gaia EDR3 3026325426682637824 wurde zum ersten Mal ein Exoplanet von ungefähr 1 Jupitermasse und Umlaufdauer von drei Tagen mit der Transitmethode entdeckt und durch Beobachtungen mit dem Large Binocular Telescope (LBT) in Arizona wurde das Ergebnis bestätigt.
Der zweite Teil Gaia DR3 mit den restlichen und komplexeren Daten erschien am 13. Juni 2022. Er enthält neben den astrometrischen Daten von EDR3 die spektroskopischen und photometrischen Objektklassifikationen für gut auswertbare Objekte, RVS-Spektren und Informationen zur Sternatmosphäre, Radialgeschwindigkeiten, Klassifikationen für variable Sterne mit photometrischen Kurven, Kataloge von Objekten des Sonnensystems mit vorläufigen Bahndaten und Einzeldaten über deren Beobachtungen. Neu hinzu kamen Kataloge von ausgedehnten Objekten und Mehrfachsternen. DR3 enthält zusätzlich das Gaia Andromeda Photometric Survey (GAPS) mit rund 1 Million Objekten aus einem Bereich im Radius von 5,5° rund um die Andromedagalaxie. Im Zusammenhang mit Gaia DR3 wurde am 15. Juni 2022 auch eine erste Liste von Exoplaneten-Kandidaten veröffentlicht. Die Liste enthält Kandidaten gruppiert nach verschiedenen Entdeckungsmethoden, so etwa 214 mittels der Transitmethode (TROI) identifizierte Objekte inklusive 173 schon anderweitig gemeldeter Exoplaneten. Hinzu kommen 73 mit Hilfe der Astrometrischen Methode (ASOI) aufgefundene Kandidaten, wobei 9 von ihnen schon bekannt waren. Schließlich identifizierte man auch 10 Kandidaten anhand der Radialgeschwindigkeitsmethode (RVOI), darunter einen bereits vorher bekannten Exoplaneten.

### Weitere Veröffentlichungen
Zu Beginn der Flugs wurde die Veröffentlichung von Gaia DR4 mit den während der nominellen Mission erhaltenen Daten für Ende des Jahres 2022 in Aussicht gestellt. Jedoch wurde dieser
Veröffentlichungstermin zurückgezogen. Mit Stand Juli 2024 ist die Veröffentlichung nicht vor Mitte 2026 geplant. In DR4 sollen alle astrometrischen und photometrischen Daten, alle veränderlichen Sterne, alle Doppel- und Mehrfachsternsysteme, Klassifikationen und diverse astrometrische Daten für Sterne, nicht aufgelöste Doppelsterne, Galaxien und Quasare, eine Liste von Exoplaneten, alle Epochen und Transitdaten für alle Objekte enthalten sein.

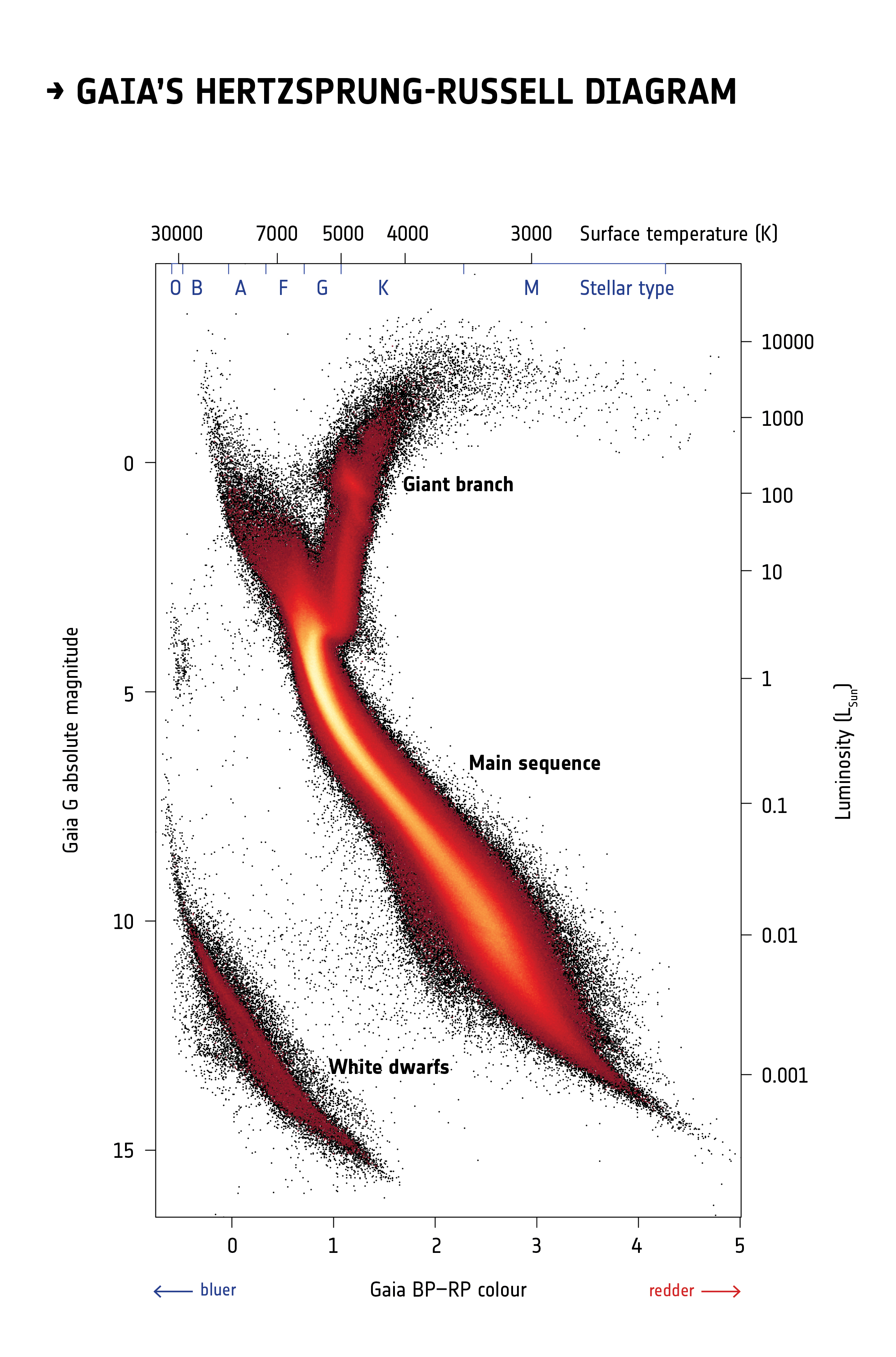
Gaia's Hertzsprung-Russell Diagram

Das aus den Gaia-Daten gewonnene HR-Diagramm übertraf alle, die bis dahin von der Milchstraße erstellt wurden.
Nicht vor 2030, also ungefähr fünf Jahre, nachdem Gaia den Betrieb eingestellt hat, sollen mit dem vorläufig Gaia DR5 genannten Katalog die letzten Daten publiziert werden.

## Rezeption
Der immersive Fulldome-Film Milliarden Sonnen – eine Reise durch die Galaxis erzählt die Geschichte der Gaia-Mission. Der in Zusammenarbeit mit ESA entstandene Film wurde in 70 Planetarien weltweit aufgeführt.
Die Deutsche Post brachte am Ausgabetag 7. Dezember 2017 eine Briefmarke Gaia zu 0,45 € heraus.

## Mögliche Nachfolgemission
Gaia NIR ist eine 2017 von der ESA herausgegebene Studie für eine Nachfolgemission zur Gaia-Mission mit ähnlicher Technologie und ähnlichen Kosten, die aber im nahen Infrarot beobachten soll. Mit Stand April 2022 wird die Entwicklung der dafür notwendigen, im Infrarotbereich genügend präzisen Beobachtungsinstrumente, als „herausfordernd“ bezeichnet. Es wird auch darauf hingewiesen, dass eine Wiederholung der Gaia-Messungen beispielsweise nach 20 Jahren in Kombination mit den ursprünglichen Messungen die Messgenauigkeit für die Eigenbewegungen der Sterne deutlich erhöhen würde.

## Sonstiges
Am 18. Februar 2022 fotografierte Gaia mit den Skymapper-Sensoren das James-Webb-Weltraumteleskop aus 1,02 Millionen Kilometer Entfernung, als dieses den Lagrangepunkt L2 erreicht hatte.